# Aerodinámica del automóvil

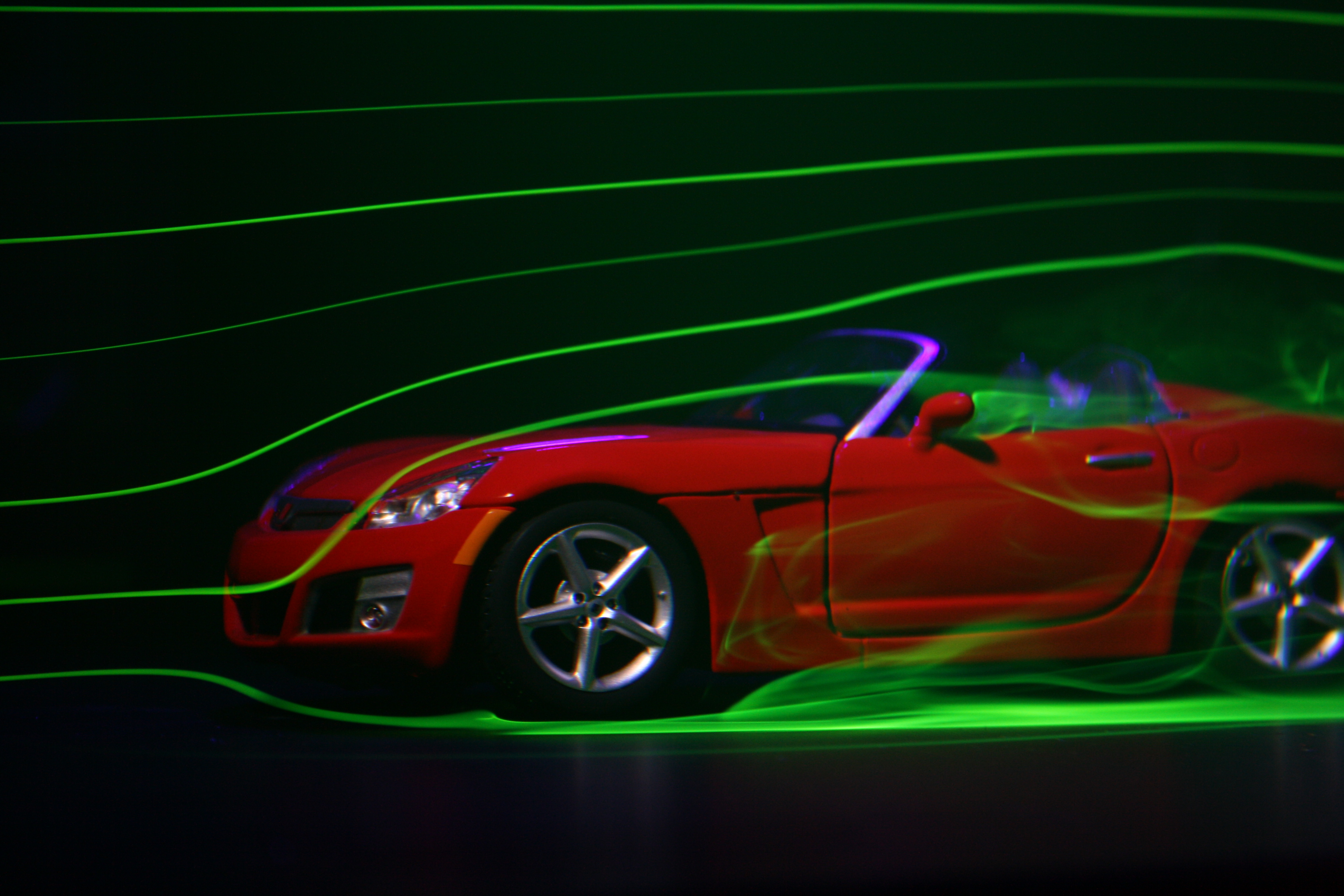
Líneas de flujo alrededor de un automóvil en un túnel de viento

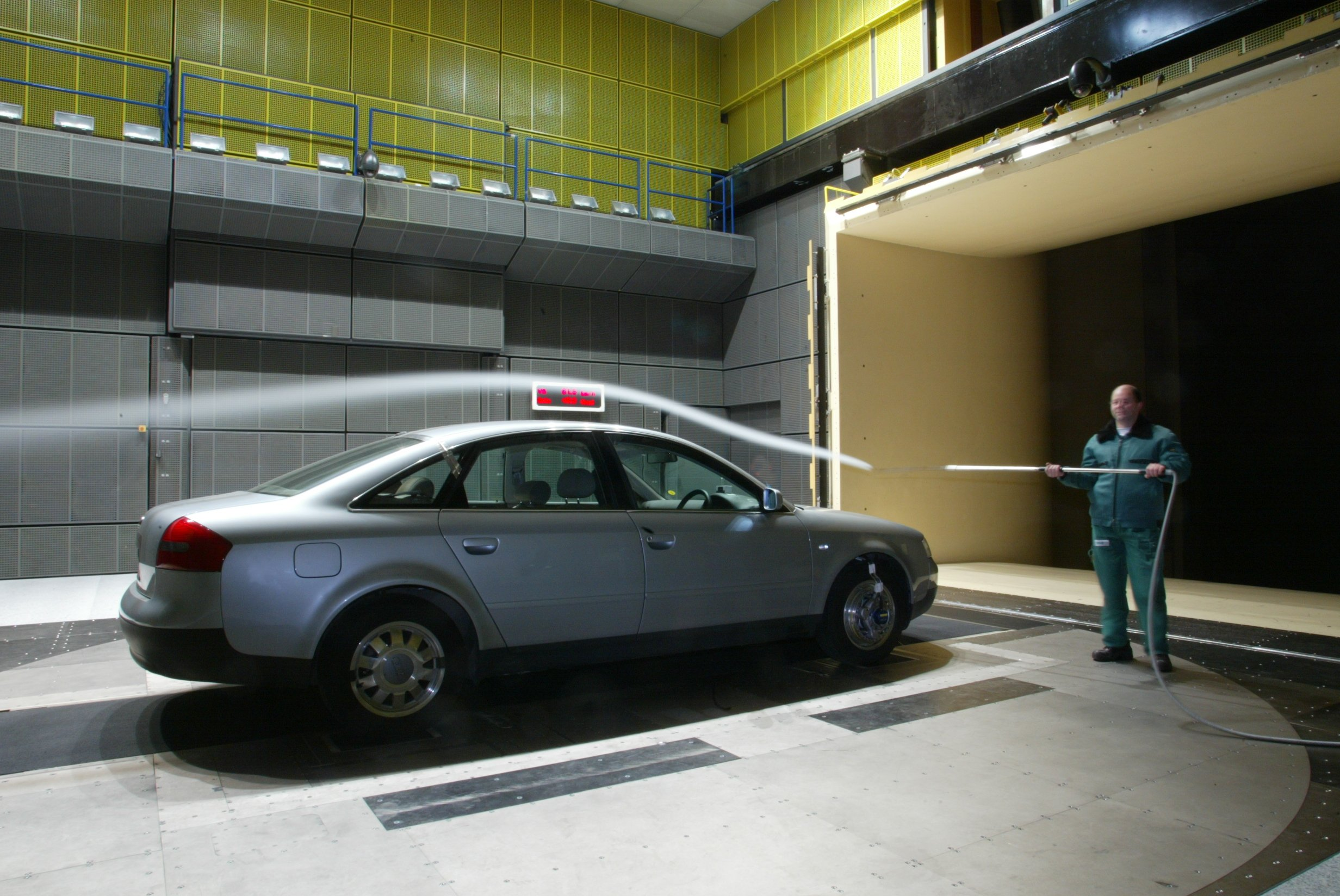
El gas opaco permite visualizar los flujos de aire alrededor de la carrocería

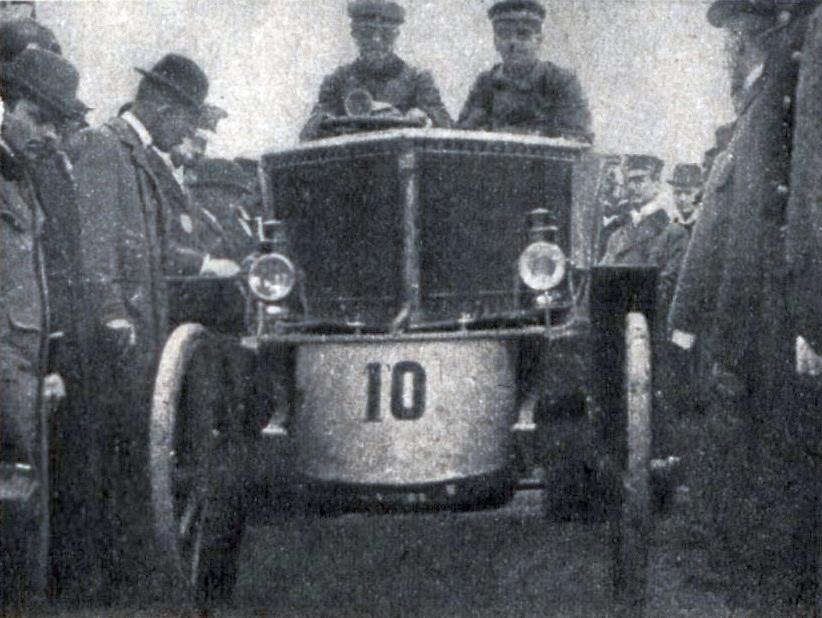
Llegada de G. Vinet de la carrera París-Ámsterdam-París de 1898, sobre el «Torpilleur Type B» de Amédée Bollet con carrocería de aluminio, primer coche nacido de un estudio aerodinámico

La aerodinámica automotriz es el estudio de los fenómenos de aerodinámica inducidos por el flujo de aire alrededor de un automóvil en movimiento. El conocimiento de estos fenómenos permite, entre otras cosas, optimizar el consumo de los vehículos al reducir su resistencia aerodinámica, mejorar su comportamiento en carretera al influir en su sustentación (o en su carga aerodinámica) y reducir los fenómenos aeroacústicos y turbulencias a alta velocidad.
Tenido en cuenta desde muy temprano en la historia del automóvil, con ejemplos como La Jamais Contente, un coche eléctrico de 1899 perfilado como un torpedo, la aerodinámica automotriz ganó impulso en la década de 1930. De hecho, fue en 1934 en los Estados Unidos cuando apareció el Chrysler Airflow, el primer automóvil de producción en serie diseñado a partir de un perfil aerodinámico. Posteriormente, los coches siguieron mejorando en este aspecto, sobre todo tras la aparición de la Fórmula 1, cuyo campeonato sigue aportando avances en este campo.
Dado que la aerodinámica está intrínsecamente vinculada a la mecánica de fluidos, las pruebas en túnel de viento se han convertido ahora en un elemento esencial para los fabricantes de automóviles. Además, debido a los complejos fenómenos involucrados en la aerodinámica, tanto las grandes marcas como especialmente los equipos de carreras, también se valen de la mecánica de fluidos computacional para analizar este tipo de problemas.

## Variables aerodinámicas

de distintas formas geométricas, y casos de la posición con respecto a la carretera y su influencia

### Resistencia aerodinámica al avance
En mecánica de fluidos, la resistencia es la fuerza que se opone al movimiento de un cuerpo en un fluido. En el caso de un automóvil, el fluido que se opone al avance del vehículo es el aire. Por lo tanto, a los fabricantes les interesa reducir esta resistencia aerodinámica, la fuerza causante de un aumento del consumo de combustible y de una reducción de la velocidad máxima en consonancia.
La resistencia {\displaystyle F_{x}} se expresa mediante la fórmula:
{\displaystyle F_{x}={\frac {1}{2}}\cdot \rho \cdot V^{2}\cdot S\cdot C_{x}}
donde :
{\displaystyle \rho }, densidad del aire (en  kg/m3);
{\displaystyle V}, velocidad del vehículo en relación con el aire (en m/s);
{\displaystyle S}, sección transversal máxima (en  m2);
{\displaystyle C_{x}}, coeficiente de resistencia (sin unidad).
Esta expresión destaca un parámetro esencial para la determinación de la resistencia: el {\displaystyle C_{x}} o coeficiente de resistencia, definido como la relación entre la resistencia de un objeto y el de un objeto de la misma sección moviéndose a la misma velocidad en el mismo fluido y que tuviese un coeficiente de resistencia de 1. Esta magnitud adimensional caracteriza así la calidad del “perfilado aerodinámico” de un objeto con respecto a su resistencia al avance causada por el aire según una dirección dada.

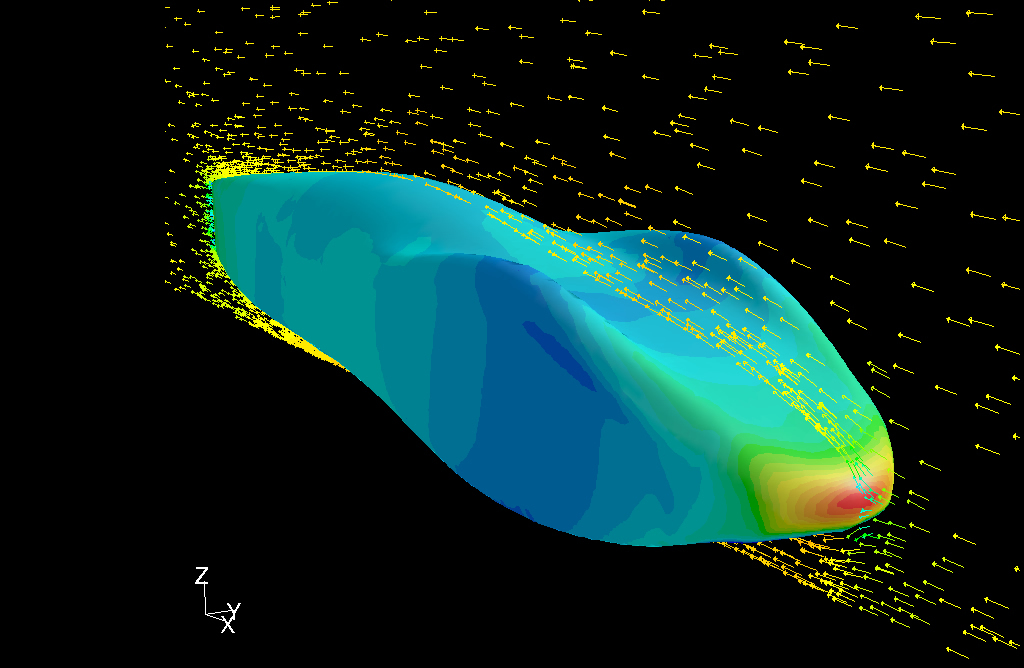
La presión en la parte delantera de un eco-móvil (en rojo) es una fuente de resistencia, incluso si esta resistencia se compensa paradójicamente casi en su totalidad por las depresiones en el resto de la carrocería

El valor de la sección maestra S (el área máxima del vehículo frontalmente proyectada) puede obtenerse claculándola a partir de un plano con sus dimensiones o estimarse, por ejemplo, mediante la llamada fórmula de Paul Frère:
{\displaystyle S=k\cdot h\cdot l}
donde
- {\displaystyle h} es la altura total del vehículo sobre la calzada,
- {\displaystyle l} su anchura (sin espejos),
- {\displaystyle k} un coeficiente de llenado (la parte del rectángulo ocupada realmente por la sección maestra del vehículo), aproximadamente igual a 0,85[3][4]

Por su parte, el libro "Aerodynamics of Road Vehicles" publicado por Wolf-Heinrich Hucho, citando a Flegl y Bez, utiliza un coeficiente de llenado promedio (o factor de forma) de 0,81, establecido a partir del estudio de 85 modelos de automóviles europeos. Este factor de forma se utiliza para calcular de manera aproximada el área frontal {\displaystyle S_{front}} de un vehículo (europeo) según la siguiente regla empírica de ingeniería:
{\displaystyle S_{frontal}=0,81\;h\;b}
siendo:
- {\displaystyle h} la altura total del vehículo sobre la calzada (hasta el techo o la parte superior del parabrisas para los descapotables, sin considerar antenas);
- {\displaystyle b} su ancho (sin espejos).

Para automóviles de pasajeros, la sección maestra varía entre 1,5 y 2,5 m2.
La resistencia principal, del orden de 2⁄3 de la resistencia total, es la "resistencia de forma" (o perfil). Se debe a dos fenómenos físicos: por un lado, el conjunto de presiones sobre la parte delantera de la carrocería del vehículo (sobrepresiones y depresiones) que resulta, además, de forma muy contraria a la intuición, en una resistencia relativamente baja; y por otro lado, el efecto de la depresión que queda después del paso del vehículo, que produce la llamada “resistencia de base”, que representa una parte significativa de la resistencia total (véase más adelante).
Otros factores que contribuyen a incrementar la resistencia aerodinámica al avance son las turbulencias ligadas a la separación de la capa límite, los vórtices vinculados a la “resistencia inducida” por la sustentación, la “resistencia interna” necesaria para refrigerar el motor, la circulación de aire en el habitáculo, o la resistencia debida a la fricción en la capa límite provocado por la viscosidad del aire.

### Importancia del Cxy de la superficie frontal con respecto al consumo de combustible

Eficiencia energética de los coches térmicos en ciudad y en carretera

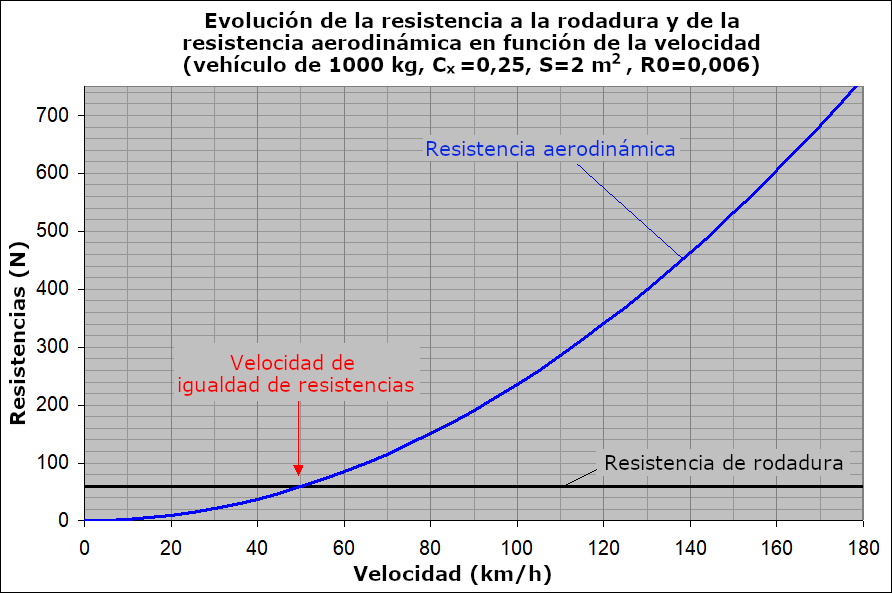
Punto de corte de las curvas de la resistencia aerodinámica y de la resistencia a la rodadura

Cuando un automóvil circula por una carretera, una gran parte de la energía consumida se utiliza para superar la resistencia aerodinámica. A alta velocidad, esta resistencia aerodinámica es preponderante en relación con la resistencia a la rodadura, dado que su valor aumenta con el cuadrado de la velocidad.
Para reducir la resistencia aerodinámica de un automóvil, los fabricantes pueden actuar sobre dos parámetros: el Cx y la sección maestra S. Siendo incompatible la evolución ascendente de los estándares en términos de confort y habitabilidad con una reducción de la sección maestra, es esencialmente el Cx el principal factor sobre el que actuar. Al reducir un Cx inicial de 0,40 en un 15%, un vehículo que viaja a 120 km/h puede ahorrar un litro de combustible en cada 100 km.
La densidad del aire se toma igual a 1,2 kg/m3 a 20 °C.
La siguiente tabla resume la resistencia aerodinámica de un utilitario deportivo con una superficie frontal de 2,70 m2 en función de su velocidad, para dos {\displaystyle C_{X}} de 0,3 y 0,38.
| Superficie frontal = 2,70 m2 | 50 km/h | 70 km/h | 90 km/h | 110 km/h | 130 km/h |
| ---------------------------- | ------- | ------- | ------- | -------- | -------- |
| Cx = 0,38                    | 118,8   | 232,8   | 384,8   | 574,8    | 802,8    |
| Cx = 0,30                    | 93,8    | 183,8   | 303,8   | 453,8    | 633,8    |

La siguiente tabla resume la resistencia aerodinámica de un utilitario diésel con una superficie frontal de 1,74 m2 en función de su velocidad, para dos valores de {\displaystyle C_{X}} de 0,3 y 0,38.
| Superficie frontal = 1,74 m2 | 50 km/h | 70 km/h | 90 km/h | 110 km/h | 130 km/h |
| ---------------------------- | ------- | ------- | ------- | -------- | -------- |
| Cx = 0,38                    | 76,5    | 150,0   | 248,0   | 370,4    | 517,3    |
| Cx = 0,30                    | 60,4    | 118,4   | 195,8   | 292,4    | 408,4    |

Siendo la unidad (kWh/100 km) el equivalente a una fuerza de 36 N, las tablas quedan como sigue:
| Superficie frontal = 2,70 m2 | 50 km/h | 70 km/h | 90 km/h | 110 km/h | 130 km/h |
| ---------------------------- | ------- | ------- | ------- | -------- | -------- |
| Cx = 0,38                    | 3,3     | 6,5     | 10,7    | 16,0     | 22,3     |
| Cx = 0,30                    | 2,6     | 5,1     | 8,4     | 12,6     | 17,6     |

así como también :
| Superficie frontal = 1,74 m2 | 50 km/h | 70 km/h | 90 km/h | 110 km/h | 130 km/h |
| ---------------------------- | ------- | ------- | ------- | -------- | -------- |
| Cx = 0,38                    | 2,1     | 4,2     | 6,9     | 10,3     | 14,4     |
| Cx = 0,30                    | 1,7     | 3,3     | 5,4     | 8,1      | 11,3     |

Como un litro de gasolina representa aproximadamente 10 kWh, la tabla se convierte en:
| Superficie frontal = 2,70 m2 | 50 km/h | 70 km/h | 90 km/h | 110 km/h | 130 km/h |
| ---------------------------- | ------- | ------- | ------- | -------- | -------- |
| Cx = 0,38                    | 0,33    | 0,65    | 1,07    | 1,60     | 2,23     |
| Cx = 0,30                    | 0,26    | 0,51    | 0,84    | 1,26     | 1,76     |

así como también :
| Superficie frontal = 1,74 m2 | 50 km/h | 70 km/h | 90 km/h | 110 km/h | 130 km/h |
| ---------------------------- | ------- | ------- | ------- | -------- | -------- |
| Cx = 0,38                    | 0,21    | 0,42    | 0,69    | 1,03     | 1,44     |
| Cx = 0,30                    | 0,17    | 0,33    | 0,54    | 0,81     | 1,13     |

Queda por tener en cuenta la eficiencia global del vehículo, ilustrada en el diagrama adjunto. Está entre el 13 y el 20% para los vehículos térmicos y alrededor del 50% para los vehículos eléctricos (teniendo en cuenta la calefacción, el aire acondicionado y las pérdidas de la red eléctrica, pero omitiendo la eficiencia en la producción de la electricidad (véase automóvil eléctrico).
NotaLos cálculos se realizan para velocidad constante. En el caso de un cambio de velocidad lineal en función del tiempo, como los presentes en los ciclos estándar del NEDC por ejemplo, todavía es posible determinar una resistencia aerodinámica media. Para un cambio de velocidad lineal entre las velocidades {\displaystyle v_{0}} y {\displaystyle v_{1}}, la resistencia aerodinámica promedio es la siguiente:
{\displaystyle {\frac {1}{2}}\cdot \rho \cdot S\cdot C_{X}{\frac {v_{0}^{2}+v_{1}^{2}}{2}}}

### Estimación de la reducción del consumo por la mejora delCx{\displaystyle C_{x}}

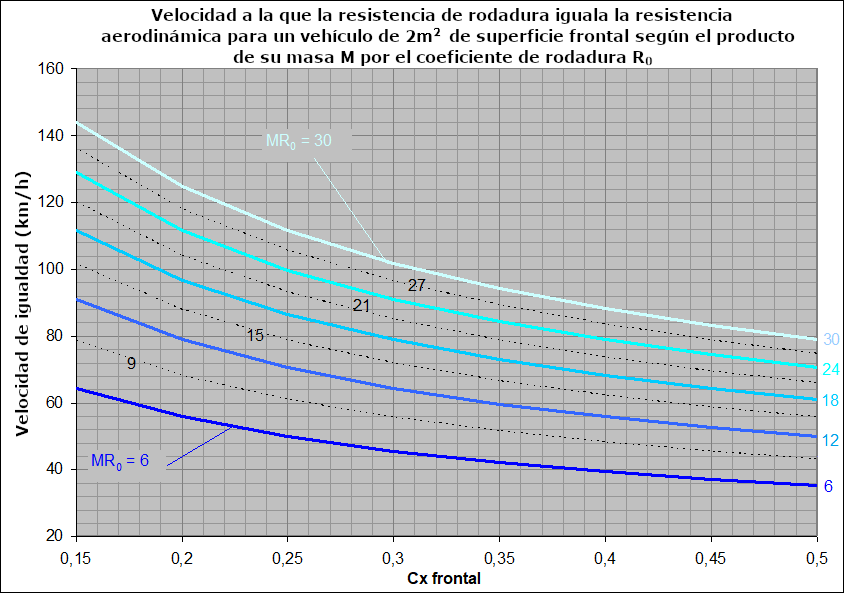
Velocidad a la que la resistencia aerodinámica es igual a la de rodadura (velocidad estable, pendiente 0)

Con pendiente cero (y a velocidad comstante), la fuerza de propulsión equivale a:
{\displaystyle F=MgR_{0}+(1/2)\rho V^{2}SC_{x}}
ecuación donde {\displaystyle M} es la masa del vehículo, {\displaystyle g} la aceleración de la gravedad, {\displaystyle R_{0}} el coeficiente de resistencia a la rodadura, {\displaystyle \rho } la densidad del aire, {\displaystyle V} la velocidad del vehículo en relación con el aire, {\displaystyle S} la superficie frontal y {\displaystyle C_{x}} el coeficiente de resistencia aerodinámica del vehículo.
Si la pendiente de la carretera es cero y la velocidad es constante, cuando la resistencia a la rodadura {\displaystyle MgR_{0}} es igual a la resistencia aerodinámica {\displaystyle (1/2)\rho V^{2}SC_{x}}, se puede escribir:
{\displaystyle MgR_{0}=(1/2)\rho V^{2}SC_{x}}
Es fácil despejar de esta igualdad el valor de {\displaystyle V} que iguala la resistencia de rodadura y la resistencia aerodinámica, y trazar el gráfico opuesto, representando la velocidad de igualdad en función de {\displaystyle C_{x}} y para diferentes valores del producto {\displaystyle MR_{0}} ({\displaystyle M} es la masa del vehículo en kg y {\displaystyle R_{0}} su coeficiente de resistencia a la rodadura, que desciende a 0,006 para los mejores juegos de neumáticos).
De la primera ecuación {\displaystyle F=MgR_{0}+(1/2)\rho V^{2}SC_{x}} se deduce fácilmente que la variación relativa de {\displaystyle F}, es decir, {\displaystyle {\frac {\Delta F}{F}}}, vale:
{\displaystyle {\frac {1}{1+{\frac {MgR_{0}}{(1/2)\rho V^{2}SC_{x}}}}}{\frac {\Delta C_{x}}{C_{x}}}}
Cuando se toma para {\displaystyle g} su valor de 9,81 m/s2, para {\displaystyle \rho } su valor de 1,225 kg/m3, y transformando los km/h en m/s, se tiene que para una velocidad comstante V de 130 km/h:
{\displaystyle {\frac {\Delta F}{F}}={\frac {1}{1+0,01228{\frac {MR_{0}}{SC_{x}}}}}{\frac {\Delta C_{x}}{C_{x}}}}
Esta variación relativa en la fuerza propulsora {\displaystyle {\frac {\Delta F}{F}}} debería estar vinculada a la correspondiente variación relativa en el consumo.
Una variación {\displaystyle \Delta F} de la fuerza propulsora sí produce una variación (en la misma dirección) del consumo: el consumo en litros por 100 km está efectivamente ligado (en una primera aproximación, y con un coeficiente k aproximado) a la eficiencia del motor, y es proporcional a la propia fuerza propulsora.
Sin embargo, parte de la energía gastada por el vehículo no está ligada a la distancia recorrida ni a la fuerza propulsora, es la parte de la energía gastada para activar los accesorios (como el aire acondicionado, la iluminación, o los servo mecanismos). Sovran y Blasere estiman que esta energía (o consumo) es el 6% de la energía total gastada por el vehículo en una autopista. Si se adopta esta estimación para los viajes en las autopistas europeas (siempre con pemdiente cero y a velocidad constante), se puede escribir:
{\displaystyle {\frac {\Delta F}{F}}={\frac {\Delta Consumo_{a}}{0,94Consumo}}}
{\displaystyle \Delta Consumo_{a}} es la variación en el consumo tras una mejora en la aerodinámica del vehículo y {\displaystyle Consumo} es el consumo en litros por cada 100 km del vehículo, ya que la fuerza de resistencia total (resistencia de rodadura + resistencia aerodinámica) solo supone el 94% del consumo total.
Entonces, se tiene que:
{\displaystyle {\frac {\Delta Consumo_{a}}{Consumo}}=0,94{\frac {\Delta F}{F}}}
Esto permite escribir, tomando el valor de {\displaystyle {\frac {\Delta F}{F}}} calculado anteriormente:

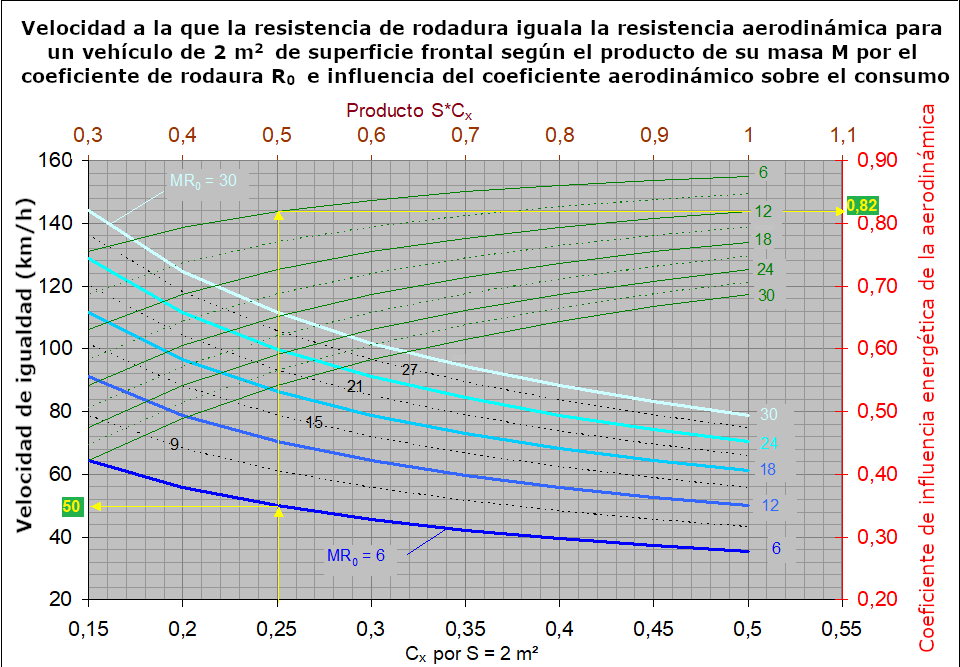
Velocidad de compensación de la resistencia a la rodadura y de la resistencia aerodinámica y coeficiente de influencia de la aerodinámica sobre el consumo de combustible

{\displaystyle {\frac {\Delta Consumo_{a}}{Consumo}}={\frac {0,94}{1+0,01228{\frac {MR_{0}}{SC_{x}}}}}{\frac {\Delta C_{x}}{C_{x}}}}
Si se simboliza por {\displaystyle \xi } al coeficiente que precede a {\displaystyle {\frac {\Delta C_{x}}{C_{x}}}}, y se denomina a este factor Coeficiente de influencia de la aerodinámica sobre el consumo, se puede escribir entonces que:
{\displaystyle {\frac {\Delta Consumo_{a}}{Consumo}}=\xi {\frac {\Delta C_{x}}{C_{x}}}}
con {\displaystyle \xi ={\frac {0,94}{1+0,01228{\frac {MR_{0}}{SC_{x}}}}}{\frac {\Delta C_{x}}{C_{x}}}}
Las curvas verdes del gráfico adjunto muestran la evolución de este coeficiente de influencia de la aerodinámica sobre el consumo en función de {\displaystyle C_{x}} (para 2 m² de área frontal de referencia) y en función del producto de la masa del vehículo (en kg) por su coeficiente de rodadura (normalmente 0,006 para los mejores juegos de neumáticos).
Por ejemplo, para un sedán con masa {\displaystyle M=1000kg}, coeficiente de rodadura {\displaystyle R_{0}=0,006}, {\displaystyle C_{x}=0,3} y área frontal {\displaystyle S=2m^{2}}, con pendiente cero y una velocidad constante de 130 km/h, una modificación relativa del n% en el {\displaystyle C_{x}} proporciona un cambio relativo del 0,837 n% en el consumo.

### Sustentación y carga aerodinámica

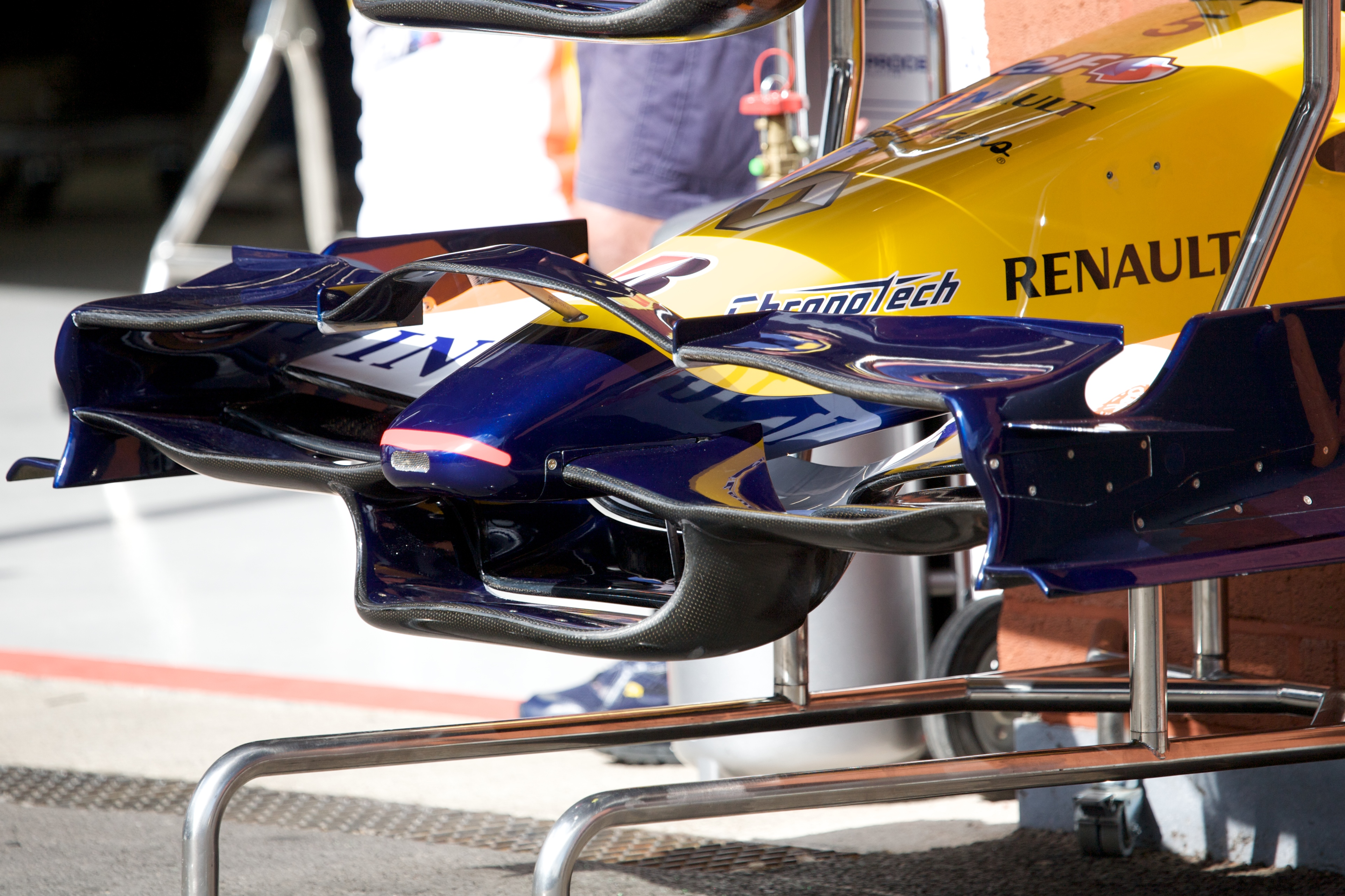
Morro de un Renault R28 de F1, diseñado para aumentar la carga aerodinámica en la parte delantera del monoplaza

En mecánica de fluidos, la fuerza que experimenta un cuerpo en movimiento en un fluido se puede dividir en dos componentes: una componente vertical, perpendicular a la dirección del movimiento {\displaystyle F_{z}}, llamada sustentación; y una componente paralela al movimiento, {\displaystyle F_{y}}, conocida como resistencia lateral. Están dadas por las fórmulas:
{\displaystyle F_{y}={\frac {1}{2}}\rho V^{2}SC_{y}}
{\displaystyle F_{z}={\frac {1}{2}}\rho V^{2}SC_{z}}
siendo:
{\displaystyle \rho }, la densidad desde el aire (en  kg/m3);
{\displaystyle V}, la velocidad del vehículo con respecto al aire (en m/s);
{\displaystyle S}, la sección maestra (en  m2);
{\displaystyle C_{y}} y {\displaystyle C_{z}}, los coeficientes de sustentación (sin unidades).
En aeronáutica, la sustentación se opone al peso de la aeronave y hace posible el vuelo. En los automóviles, los fabricantes buscan reducir o cancelar la sustentación aerodinámica, o incluso crear (en vehículos de competición) sustentación negativa, para aumentar la carga aerodinámica del vehículo. El interés es mejorar la adherencia de los neumáticos al firme, incrementando tanto la fuerza de frenado y como la velocidad de paso en las curvas.
La carga aerodinámica se obtiene mediante una aplicación particular del efecto suelo y/o mediante superficies perfiladas (alerones) que presentan con frecuencia hendiduras para aumentar la deflexión aerodinámica y el coeficiente de sustentación Cz. Sin embargo, la adición de estos elementos viene necesariamente acompañada de un aumento de Cx y por lo tanto de la fuerza de resistencia (por ejemplo, el Cx de un Fórmula 1 está cerca de 0,9 debido en gran parte al efecto de los alerones). Por lo tanto, los coches de competición deben encontrar una solución de compromiso entre la carga aerodinámica y la resistencia al aire.

### Momentos aerodinámicos

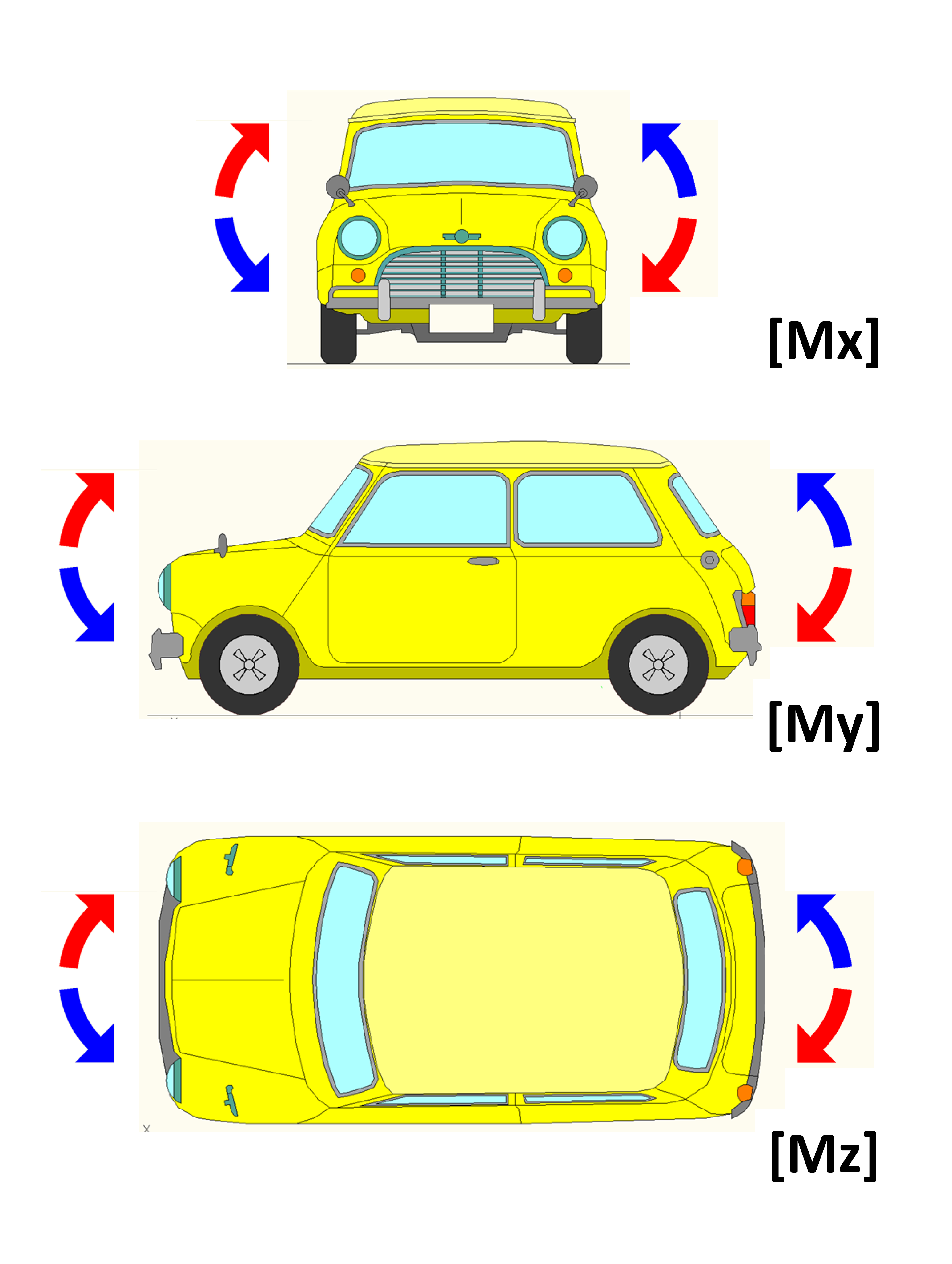
Momentos de giro de un automóvil:
- [Mx] >>> Balanceo
- [My] >>> Cabeceo
- [Mz] >>> Lazo

Las fuerzas que ejerce el aire alrededor de la carrocería también generan momentos según los tres ejes del vehículo: un momento de balanceo {\displaystyle M_{x}} según el eje longitudinal x, un momento de cabeceo {\displaystyle M_{y}} según el según el eje transversal, y un momento de lazo {\displaystyle M_{z}} según en el eje vertical z; estos momentos vienen dados por las siguientes fórmulas:
{\displaystyle M_{x}={\frac {1}{2}}\rho V^{2}SbC_{l}}
{\displaystyle M_{y}={\frac {1}{2}}\rho V^{2}SLC_{m}}
{\displaystyle M_{z}={\frac {1}{2}}\rho V^{2}SLC_{n}}
donde :
{\displaystyle \rho }, densidad del aire (en  kg/m3)
{\displaystyle V}, velocidad del vehículo respecto al aire (en m/s)
{\displaystyle S}, sección maestra (en  m2)
{\displaystyle b}, vía (en m)
{\displaystyle L}, batalla (en m)
{\displaystyle C_{l}}, coeficiente del momento de balanceo (sin unidades)
{\displaystyle C_{m}}, coeficiente del momento de cabeceo (sin unidades)
{\displaystyle C_{n}}, coeficiente del momento de lazo (sin unidades)
Conocer estos momentos es particularmente útil para la dinámica de vehículos.

## Historia

### Primeras realizaciones

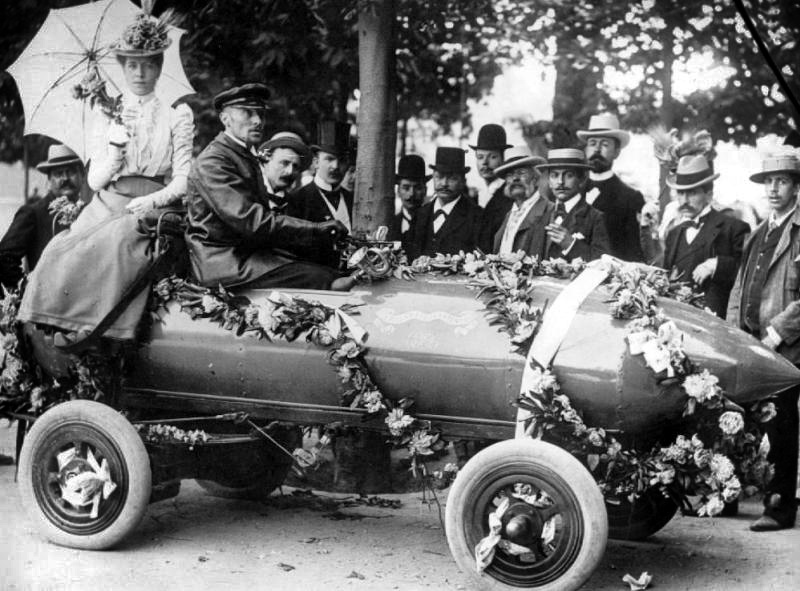
La Jamais Contente, coronada con flores tras lograr su récord de velocidad

Desde las primeras etapas de la historia del automóvil, los fabricantes se interesaron por la aerodinámica de sus modelos. Uno de los primeros fue el belga Camille Jenatzy, que en 1889 diseñó un automóvil eléctrico perfilado como un torpedo con el objetivo de batir récords de velocidad. Llamado “La Jamais Contente”, se convirtió aquel mismo año en el primer automóvil en superar la barrera simbólica de los 100 km/h. El texto de la patente n° 281 660 de Jenatzy del 26 de septiembre de 1898, decía:

En resumen, afirmo: En un automóvil, con el fin de obtener velocidades excepcionales, la provisión en la parte delantera del automóvil de un escudo o cortavientos terminado en un punto y formado por dos superficies convexas que se elevan para proteger incluso las partes más altas de la máquina...

En la fase preparatoria para la producción de una réplica, se construyó un modelo a escala 1/5, probado en un túnel de viento por estudiantes de la UTC (Universidad Tecnológica de Compiègne) bajo la dirección de Joël Debout. El Cx obtenido (con el conductor incluido) fue de 0,758.
En la década de 1910, varios diseñadores también se interesaron en la aerodinámica de los automóviles. Un notable ejemplo es el ALFA 40/60 HP diseñado por Carrozzeria Castagna, cuya carrocería forma un casco aerodinámico con la forma de la cubierta de una carlinga. Aunque estos automóviles de vanguardia seguían siendo marginales, reflejaban el deseo de los “grandes” fabricantes de automóviles de reducir la resistencia aerodinámica: los parabrisas eran cada vez más inclinados, y se impuso la tendencia de las ruedas carenadas.
A diferencia de la aeronáutica, el automóvil pudo desde el principio beneficiarse de “un cuerpo de doctrina, de dispositivos de prueba y de un número considerable de resultados experimentales”, procedentes en su mayor parte de la aviación. Estos resultados permitieron, entre otras cosas, demostrar que el mejor perfil para optimizar el Cx es a priori la forma de una gota de agua en caída libre. El ingeniero austriaco Edmund Rumpler desarrolló al inicio de los años 1920 un automóvil perfilado con una forma de resistencia reducida. El Rumpler Tropfenwagen (literalmente "coche gota" en alemán), probado por Volkswagen en un túnel de viento en 1979, tenía un Cx de solo 0,28. La propia Volkswagen no superaría este coeficiente hasta 1988, con el Passat.

### Pioneros visionarios

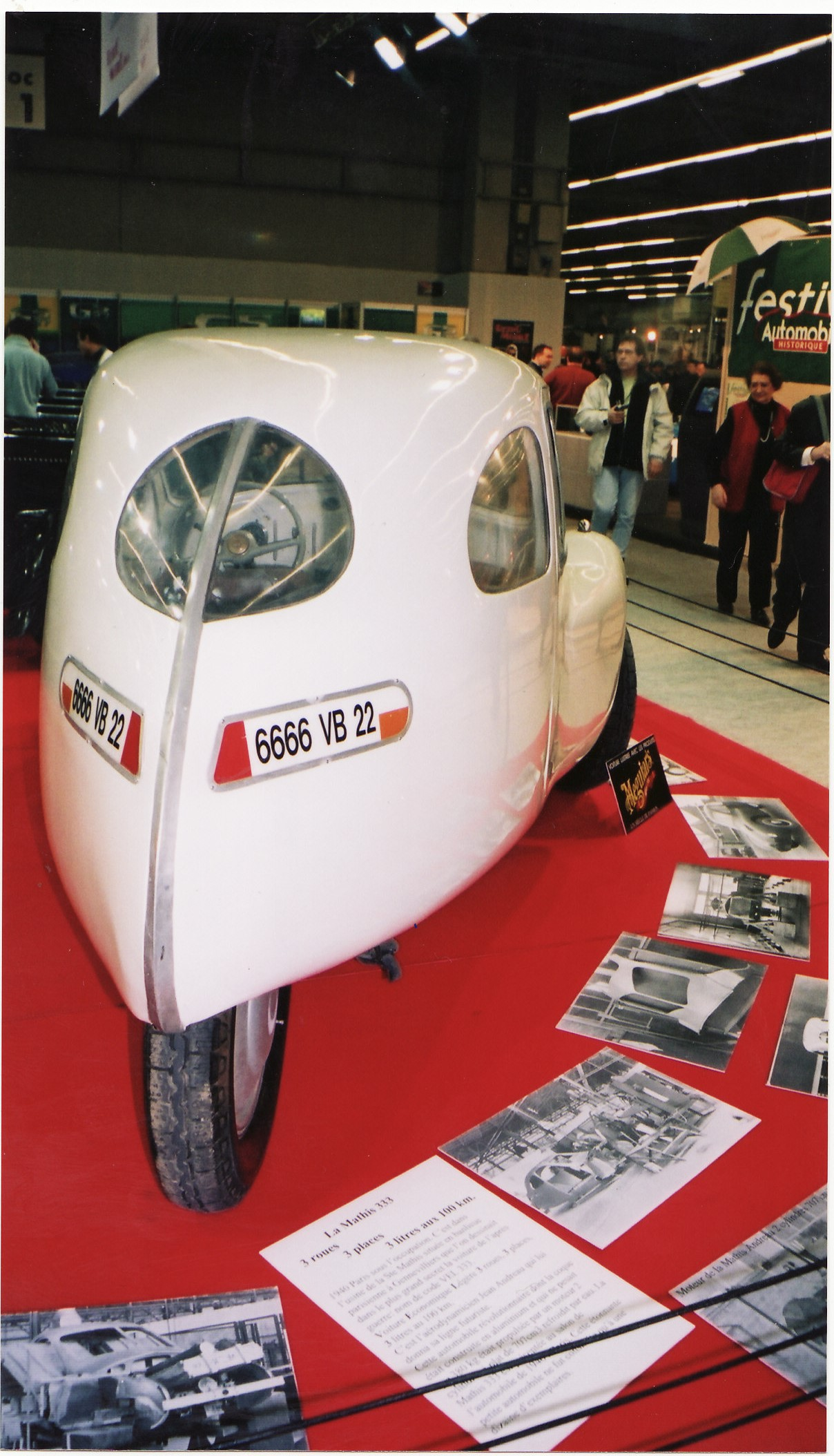
Mathis 333, con su única rueda trasera. Nótese la delgadez de la parte posterior del vehículo

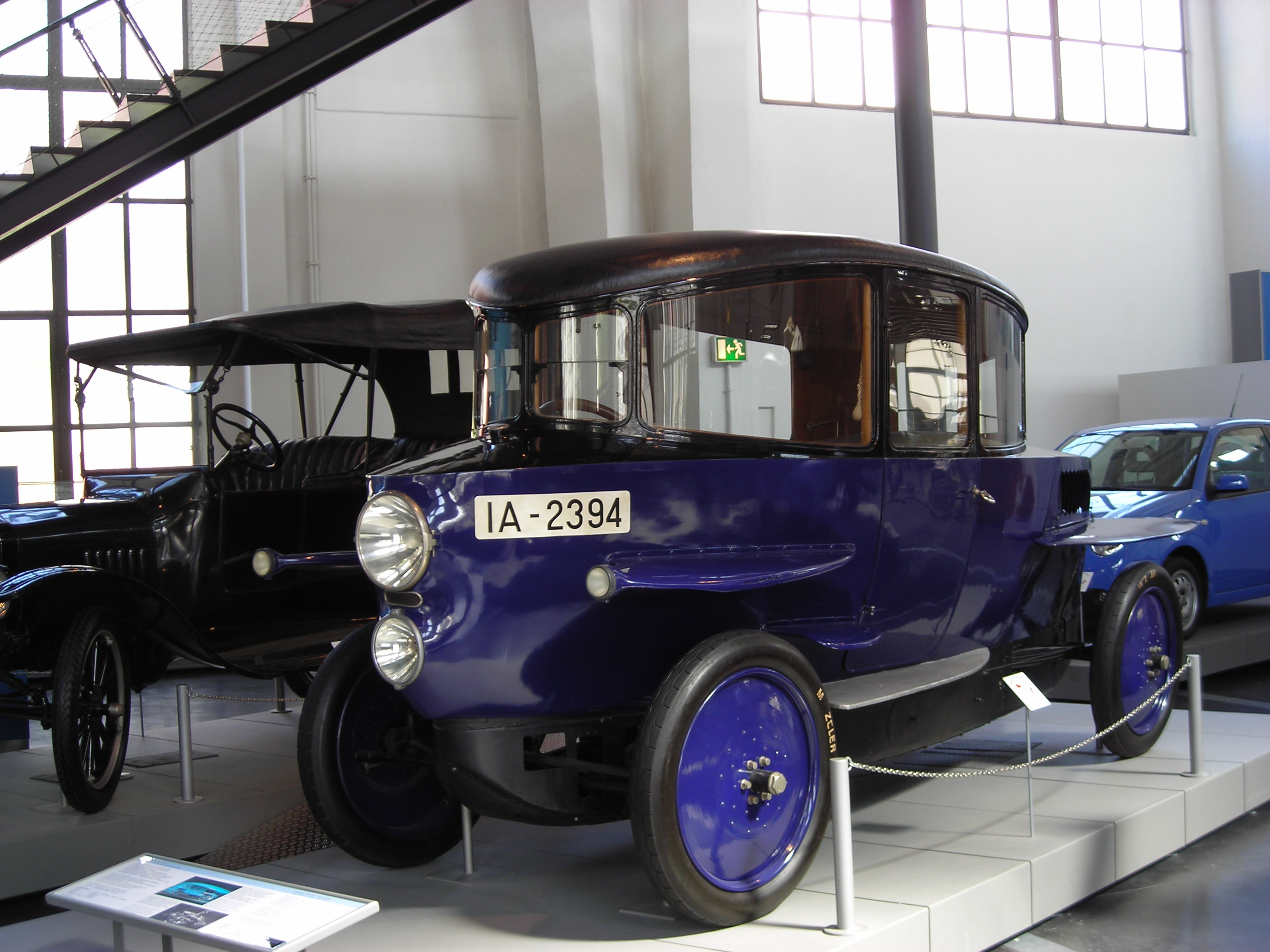
Construido en 1921, el Rumpler Tropfenwagen disponía de un C_{x} de tan solo 0,28

Al mismo tiempo, el ingeniero húngaro Paul Jaray es el primero en notar que la forma de un “cuerpo de resistencia reducida” es diferente dependiendo de si está ubicado en el aire (aerodino) o cerca del suelo (como un automóvil). De hecho, la resistencia de un cuerpo cónico cerca del suelo aumenta drásticamente cuando se desprende la capa límite.
Este descubrimiento, realizado junto con Wolfgang Klemperer mucho antes que los fabricantes de automóviles, se produjo gracias a las pruebas en el túnel de viento del conde Zeppelin en Friedrichshafen. El resultado de sus ensayos fue un automóvil perfilado a modo de ala de avión, el Ley T2, con una superficie sin rugosidades y en el que todos los accesorios (como faros, parrilla, o manijas) estaban integrados en la carrocería. Su objetivo era, según Serge Bellu, "optimizar el rendimiento, el consumo, la ventilación y el silencio de marcha".
Aunque la mejora del rendimiento aerodinámico era importante, sin embargo, la carrocería diseñada por Jaray y Klemperer generaba sustentación, creando una resistencia inducida por la formación de dos grandes vórtices laterales. Para solucionar este problema, Mauboussin propuso "un cuerpo en forma de ala vertical, que [elimina] la resistencia inducida". Más adelante, ante los problemas de estabilidad al circular creados por esta solución, se optó por "la puesta en escena de la sección maestra situada hacia la popa, formando un estabilizador con forma de deriva".
Si antes los automóviles tenían la forma de medio torpedo, el diseño general pasó a ser parecido al de un embalaje tetraedrico, como el Mathis 333, una forma adoptada por muchos fabricantes de automóviles de la época, especialmente alemanes, como Mercedes-Benz, Opel o Maybach.

### La crisis como causa de desarrollo

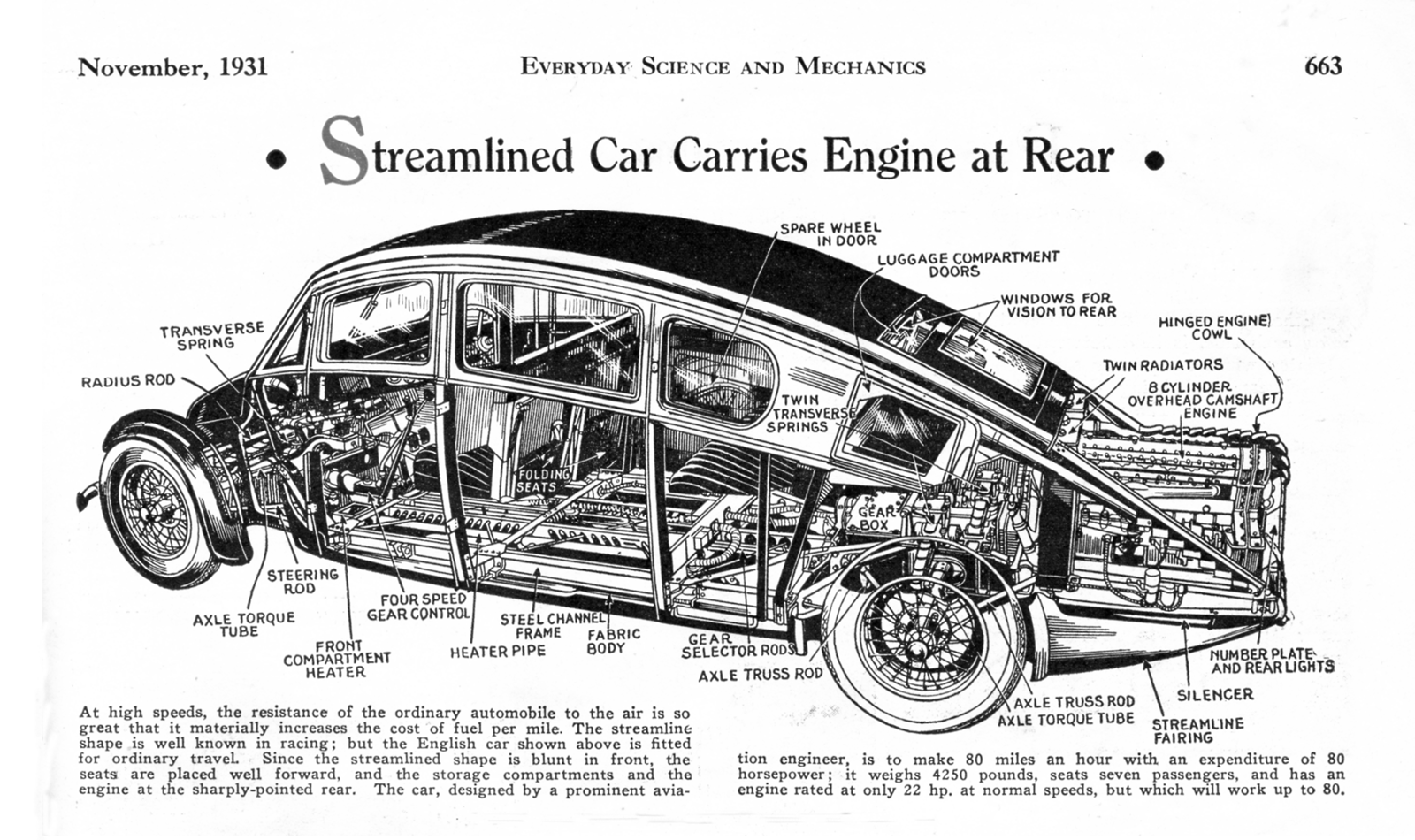
Artículo de Everyday Science and Mechanics de 1931 sobre los automóviles «Streamlined»

Los años 1930 realmente marcan el comienzo de la aerodinámica moderna. Mientras que el "Crac del 29" hunde la industria automotriz en una profunda crisis, al igual que otros sectores económicos (con el resultando del aumento del precio del petróleo), los fabricantes estadounidenses estaban introduciendo una verdadera revolución estética: es el período del estilo denominado "Streamline Moderne".
Además de renovar el estilo de los coches para seducir a los posibles compradores, el interés es mejorar la aerodinámica y así reducir el consumo. El fabricante estadounidense Chrysler fue el primero en interesarse por este movimiento y producir en masa un automóvil inspirado en él. En 1934, el Chrysler Airflow, que literalmente significa "flujo de aire" en inglés, se convirtió rápidamente en el emblema más expresivo del movimiento "Streamline Moderne". A pesar de la crisis, resultó ser demasiado innovador para generar un verdadero éxito comercial. Sin embargo, marcó el comienzo de la era de los diseñadores aerodinámicos y el fenómeno Streamline se extendió a Europa.
En Francia, Peugeot presentó en el Salón de París de 1935, el 402, un sedán con líneas fluidas denominado el “huso de Sochaux” (por la ubicación de la fábrica de la compañía), marcado por una calandra redondeada, guardabarros abombados, una carrocería muy larga con seis ventanas, un parabrisas en dos partes y faros integrados en la rejilla.
La década de 1970 a su vez marcó un punto de inflexión en la historia de la aerodinámica automotriz. Con la crisis del petróleo de 1973, los fabricantes de automóviles afinaron la aerodinámica de sus vehículos todavía más; y el coeficiente de resistencia se convirtió en un criterio importante en las especificaciones de los vehículos. El fabricante francés Citroën decidió reemplazar el DS (que ya había dado un paso adelante gracias al ingeniero aeronáutico André Lefèbvre, al adaptar la arquitectura del automóvil a la aerodinámica, y no al revés) por el CX, con un nombre evocador de esta tendencia.

### Fórmula 1, laboratorio de aerodinámica
La aerodinámica es la parte en la que se puede obtener la mayor ganancia en rendimiento, pero tratar de anticiparla para ser competitivo es muy difícil..
Mike Gascoyne, 2002

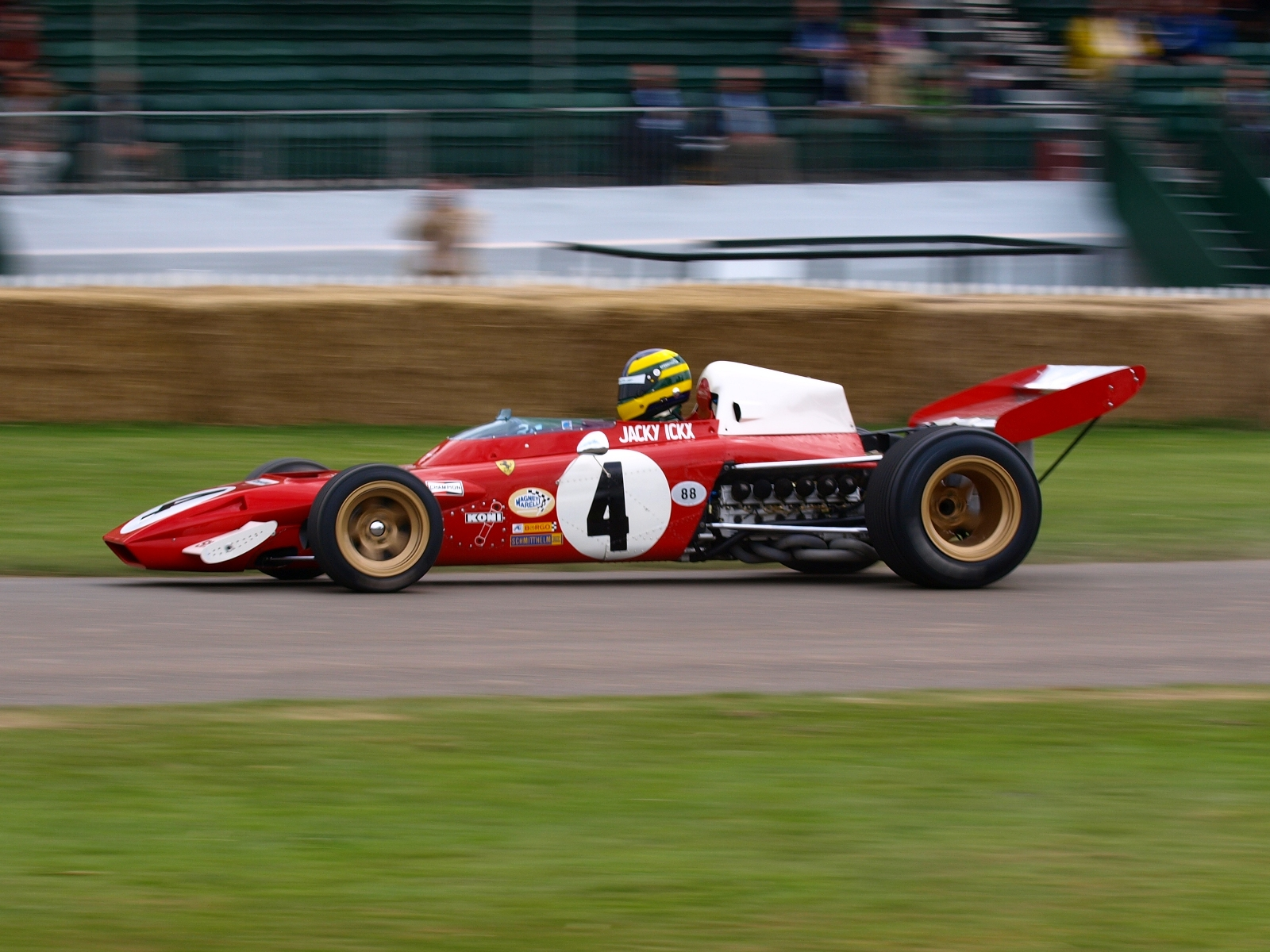
Ferrari 312 B, uno de los primeros monoplazas en adoptar un allerón trasero

En 1950, la Federación Internacional del Automóvil organizó el primer campeonato mundial de Fórmula 1. Los bólidos que compiten en los Grandes Premios son monoplazas con ruedas sin carenado, lo que genera una resistencia particularmente perjudicial para su rendimiento. La optimización de la aerodinámica se convirtió en un gran desafío, al igual que la mejora de las suspensiones o del motor.
Sin embargo, los progresos en la aerodinámica tardaron en llegar, y no sería hasta 1966 cuando se probó por primera vez un Fórmula 1 en un túnel de viento, y hasta 1968 no apareció el novedoso Ferrari 312, con un alerón posterior. Los diseñadores de F1 se habían contentado hasta entonces con reducir la resistencia aerodinámica, sin darse cuenta de que la aerodinámica podía usarse para aumentar la carga aerodinámica, agregando masas virtuales (fuerzas aerodinámicas que no aumentan la masa, ni por lo tanto, la inercia del vehículo).

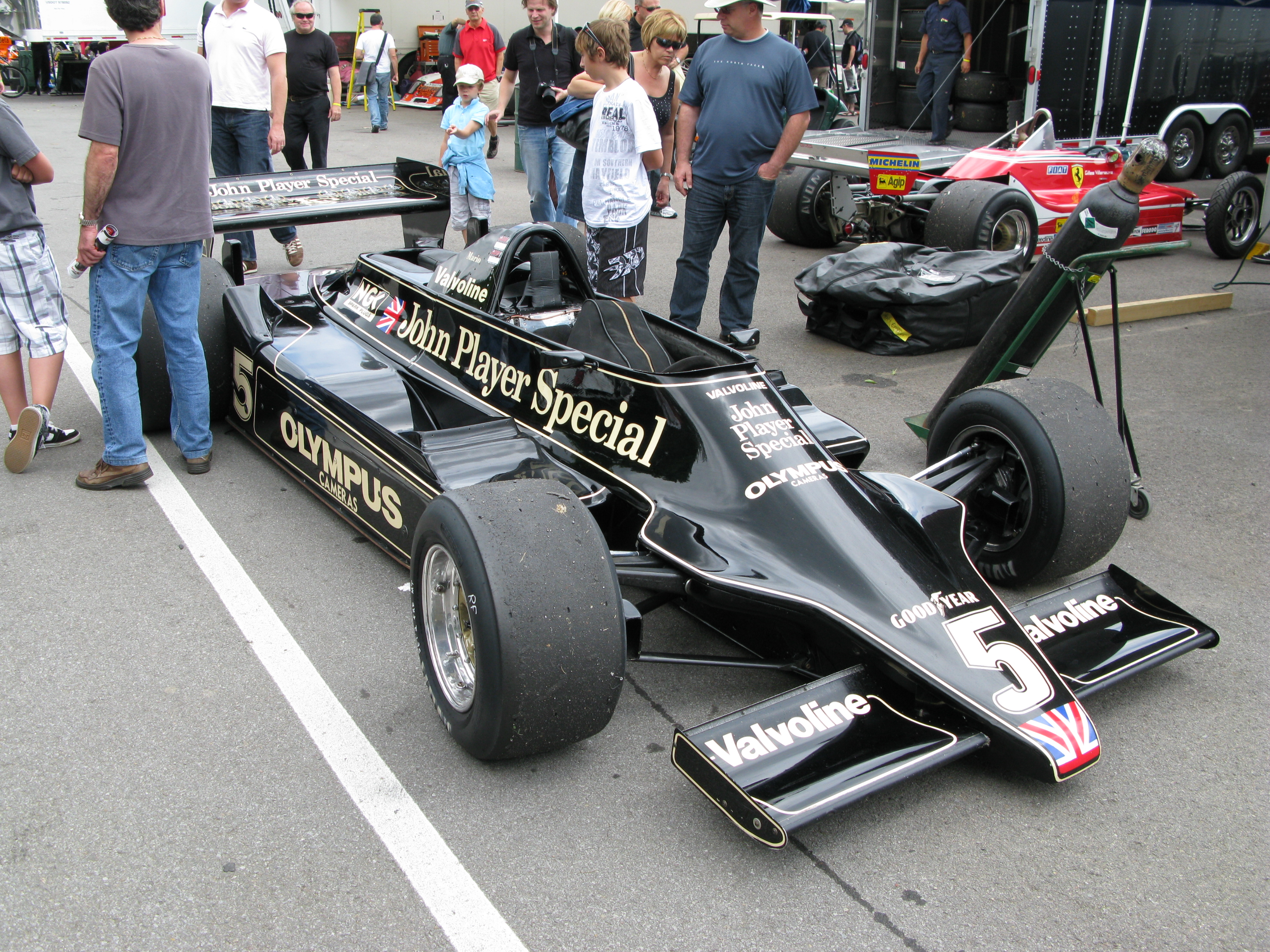
Lotus 79, uno de los primeros wing-cars (coches de efecto suelo)

Posteriormente nacieron los “wing-cars”, o coches de efecto suelo, los primeros monoplazas de Fórmula 1 estudiados aerodinámicamente en su totalidad (y ya no solo la carrocería), adoptando la forma de alas invertidas. El suelo de la carrocería se rebajó para estrechar la distancia al suelo, y más adelante se ensancharon los vehículos. Esta particularidad permitió beneficiarse del efecto Venturi, que lleva el nombre del científico que había demostrado que el aire al circular a gran velocidad puede crear una depresión. Al mismo tiempo, los laterales de la carrocería se aislaron de los flujos externos mediante "faldones" flexibles que desciendían hasta el suelo. Esta disposición permitió que los «coches ala» se beneficiaran de un potente fenómeno aerodinámico que les permitía pegarse a la carretera en las curvas.
Entre los primeros ejemplos estaban los Lotus 78 y Lotus 79, que aparecieron en 1977. Mostraron una eficiencia tan superior, que fueron rápidamente copiados por los otros equipos.
Colin Chapman, el ingeniero responsable de Lotus, es uno de los iniciadores de esta innovación en la Fórmula 1. Decidió centrarse en los fundamentos de los monoplazas hasta entonces olvidados en gran medida. Consciente de que la creación de carga aerodinámica genera una resistencia aerodinámica, perjudicial para el avance del automóvil, estaba convencido de que la parte inferior de la carrocería podían ofrecer una carga aerodinámica interesante con una resistencia mínima. Posteriormente se dio cuenta del interés de reducir la distancia al suelo del automóvil para aprovechar el efecto suelo.
Poco después, la FIA introdujo prohibiciones y restricciones reglamentarias para limitar la eficiencia de los monoplazas, como una distancia mínima al suelo o la obligación de utilizar un fondo plano. Esto obligó a los ingenieros a idear nuevas maneras para intentar recuperar la carga aerodinámica que habían perdido los monoplazas con las nuevas reglas. Así se impuso en la década de 1990 el difusor, un elemento que se instala en la parte trasera del fondo plano impuesto a los monoplazas, para recrear el efecto suelo gracias a su forma, que canaliza el aire cuando sale por la parte trasera de los coches.
Muchos otros elementos aerodinámicos, como los deflectores o más recientemente el sistema F-Duct, hicieron su aparición en la Fórmula 1, aunque siguen siendo específicos de esta área del automóvil, a diferencia de las aletas o el difusor que ahora están presentes en ciertos modelos producidos en serie. De hecho, hasta mediados de los años 1970, la mayoría de las mejoras aerodinámicas de los modelos de serie procedían del conocimiento adquirido en el automovilismo a través de las carreras de resistencia de prototipos o de las carreras de Fórmula 1.

### Desde la década de 1980 hasta la actualidad

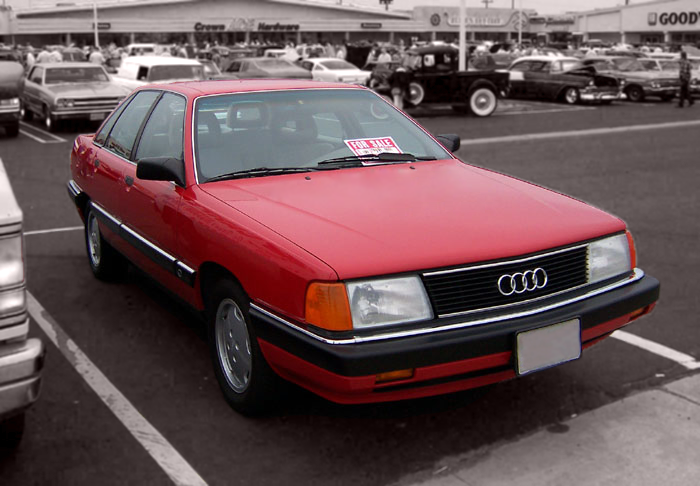
A pesar de sus líneas angulosas, el Audi 100 (C3) se convirtió en 1982 en el automóvil de producción con el C_{x} más bajo del momento, con 0,30

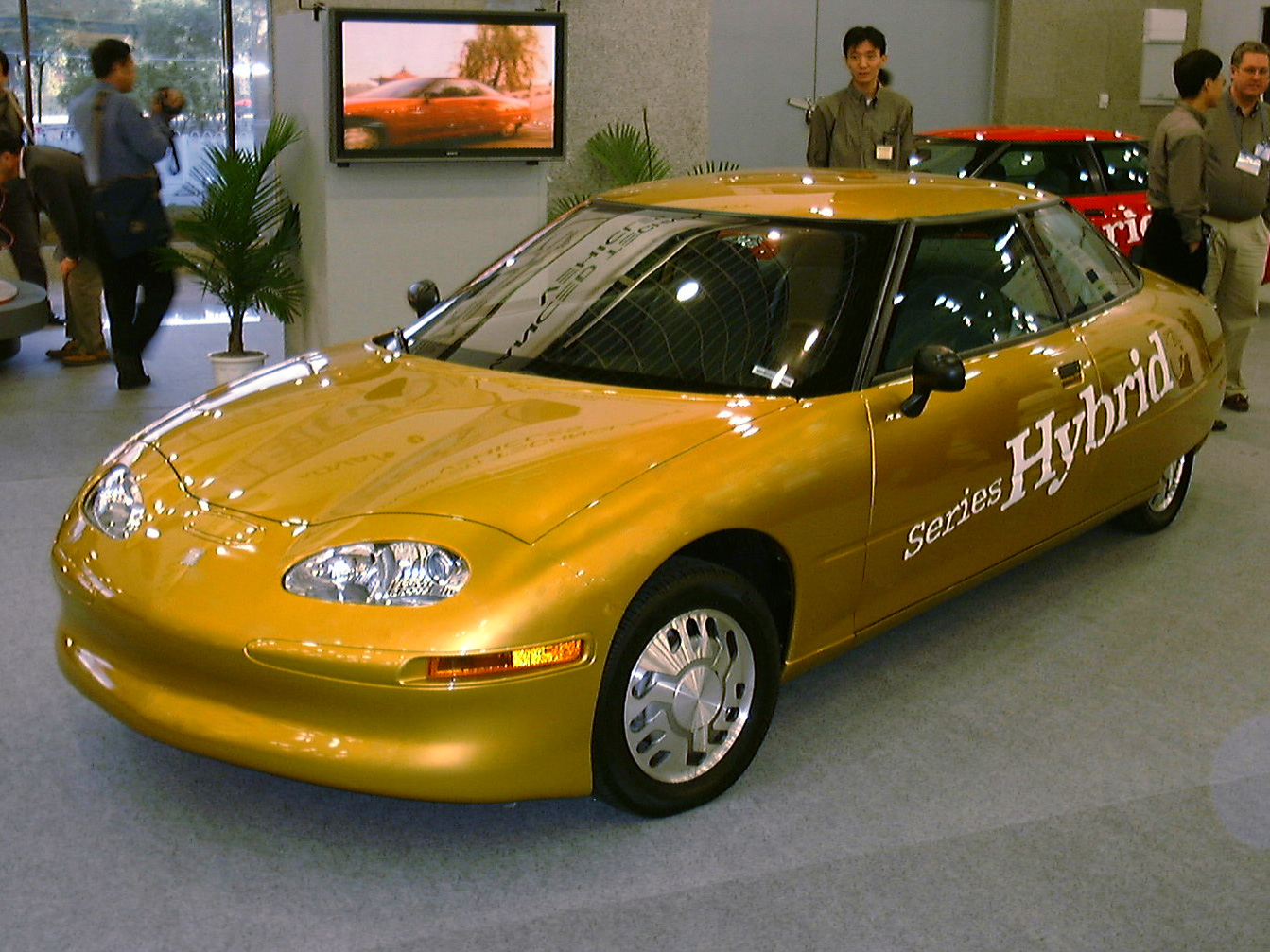
Un EV1 exhibido en Pekín en 1999, con un C_{x} de 0,19

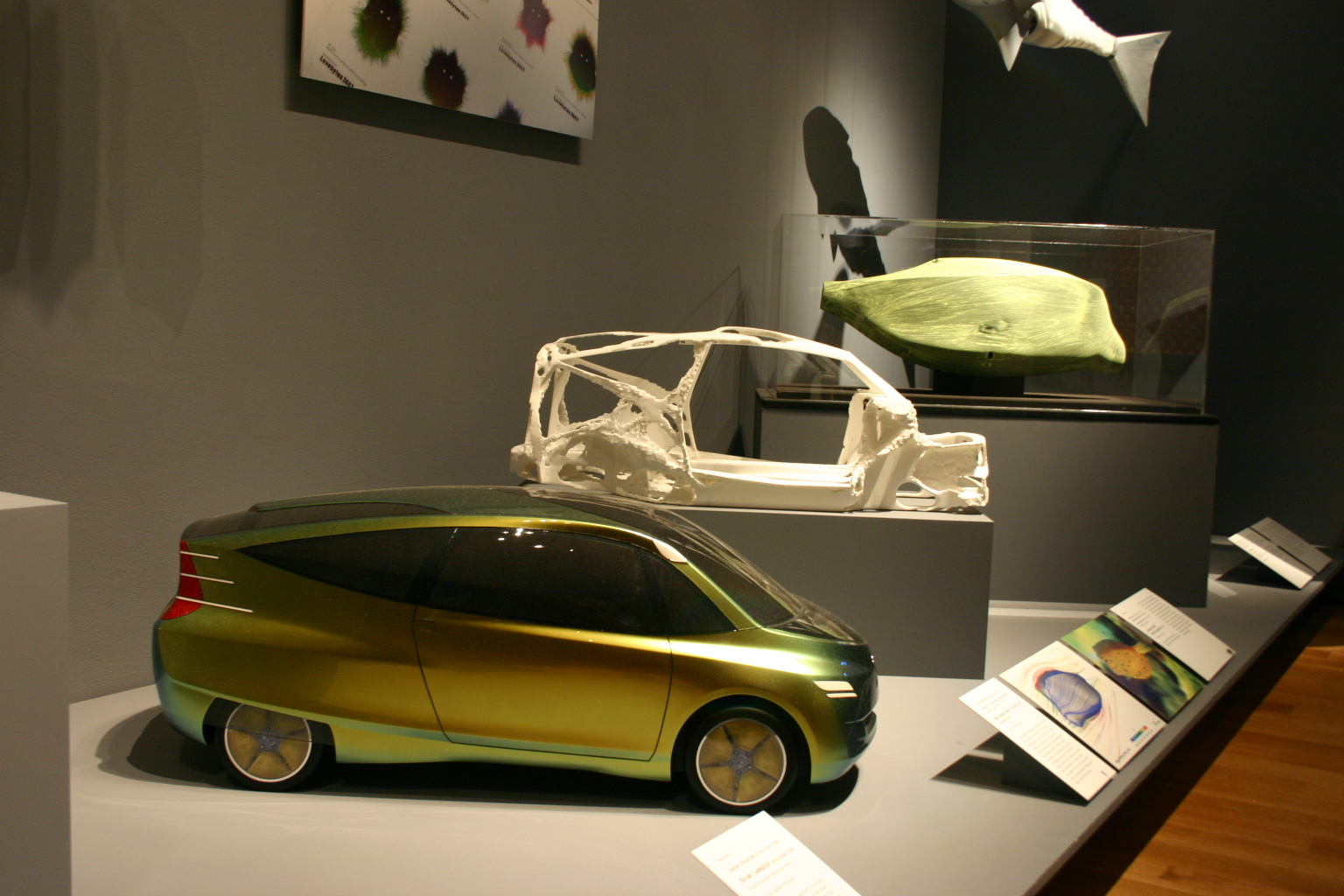
El prototipo Mercedes-Benz Bionic presenta igualmente un C_{x} de 0,19 (2005)

La industria automotriz se vio afectada por la Crisis del petróleo de 1973 y por la consiguiente recesión de la década de 1970. Como resultado de esta situación, mejorar la aerodinámica automotriz se convirtió en una respuesta técnica y comercial a las preocupaciones de los usuarios. El fabricante alemán Audi fue uno de los primeros en asumir esta problemática, y tras un laborioso proceso de investigación y desarrollo, en 1982 presentó el Audi 100 (C3), cuyo Cx de solo 0,30, era el más bajo para un automóvil de serie. Esta hazaña para la época fue posible gracias al especial cuidado que se le dio a los detalles (que representan casi el 6% de la resistencia aerodinámica del vehículo), particularmente a las ventanas, perfectamente enrasadas con el perfil de la carrocería.
Desde entonces, es habitual que los fabricantes de automóviles recurran sistemáticamente a pruebas en túnel de viento para perfeccionar sus modelos. Gracias a la experiencia así adquirida, los mejores coches de producción en términos de aerodinámica obtienen así valores de Cx cercanos a 0,25.
Sin embargo, no es fácil reducir el Cx en los coches de serie. Si la aerodinámica automotriz de los primeros años permitió avanzar rápidamente hasta alcanzar valores del orden de 0,30, hubo que esperar casi diez años para pasar del 0,26 del Opel Calibra al 0,25 del Honda Insight I, y de nuevo otra década para alcanzar el 0,24 del Mercedes-Benz Clase E W212 cupé.
El EV1 de General Motors, el primer automóvil eléctrico biplaza “moderno”, tenía un Cx de 0,19 realmente excepcional, pero solo se construyeron 1117 unidades entre 1996 y 1999.
El récord del Cx más bajo alcanzado por un automóvil a disposición del “público en general” lo tiene (en 2020) el Aptera 2 Series, un pequeño automóvil de tres ruedas que alcanza un “Cx” de 0,15. En un vehículo clásico de cuatro ruedas, el prototipo Mercedes-Benz Bionic, con la carrocería inspirada en la forma de una ostra, destaca con un valor de 0,19.
|                | Audi 100 (C3) | Renault 25 | Subaru XT | Opel Calibra | General Motors EV1 | Honda Insight | Mercedes Classe E |
| -------------- | ------------- | ---------- | --------- | ------------ | ------------------ | ------------- | ----------------- |
| Año            | 1982          | 1984       | 1985      | 1989         | 1996               | 1999          | 2009              |
| Coeficiente Cx | 0,30          | 0,28       | 0,29      | 0,26         | 0,19               | 0,25          | 0,24              |

## Influencia de la geometría de un automóvil en su aerodinámica

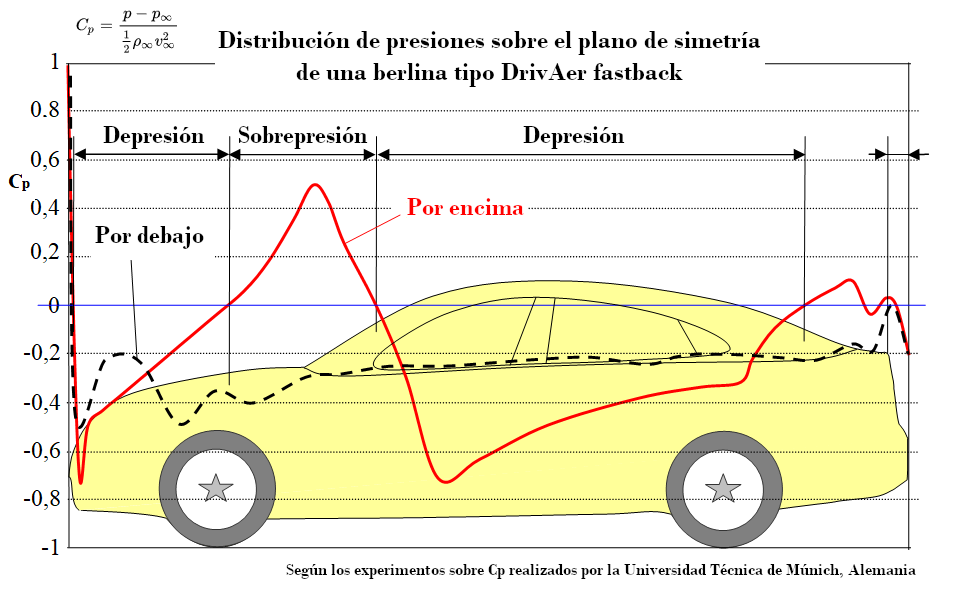
Distribución del Cp sobre una berlina DrivAer fastback según su plano de simetría

### Distribución de presiones (oCp{\displaystyle C_{p}}) en un automóvil
El diagrama adjunto muestra una distribución típica del coeficiente de presión en el plano de simetría de un turismo “fastback”, el modelo DrivAer creado por la Universidad Técnica de Múnich (TUM), en cooperación con dos grandes fabricantes. Se basa en las formas y dimensiones de dos berlinas de carretera típicas, el Audi A4 y el BMW Serie 3.

### Perfil de la parte trasera

Comparación entre carrocerías hatchback y semi-fastback

Esquema de los vórtices generados en la parte trasera de un automóvil

El diseño de la popa de un vehículo influye decisivamente en su resistencia aerodinámica, debido a las turbulencias que se generan en esta parte. El fenómeno del desprendimiento de la capa límite, una fuente importante de resistencia, está particularmente involucrado en este hecho. Se produce cuando el flujo de aire laminar ya no sigue el perfil de la carrocería. Cuanto menor sea el área de desprendimiento, más se reducirá la resistencia, de ahí la importancia de la ubicación del punto límite del desprendimiento. En teoría, la forma ideal para la popa del vehículo, conocida como "cola de Kamm", es un cono ahusado en un ángulo de menos de 15°.
El diseño de la caída del techo es particularmente importante para la aerodinámica. Por lo general, los techos “aerodinámicos” adoptan un perfil llamado “fastback”, que se caracteriza por una suave pendiente desde el techo hasta el maletero. Más concretamente, los estudios han demostrado que la resistencia es mínima para una inclinación de la luneta trasera de 12° y máxima para 30°:
- Para un ángulo de menos de 12°, el aire fluye naturalmente sobre el bisel y se despega al final del vehículo
- Para un ángulo entre 12° y 30°, el aire se despega parcialmente de la pared en la parte superior del techo, luego la pega de nuevo y despega al final del vehículo
- Por encima de 30°, el aire se despega al final del techo y permanece en este estado, de ahí un Cx particularmente malo.

Aparte de la ventaja de reducir la resistencia, el retroceso de la zona de separación permite limitar el depósito de suciedad en la luneta trasera debido a las partículas expulsadas de la carretera por las ruedas, que podrían ser proyectadas sobre el vehículo por las turbulencias de la parte trasera.
Los flujos de aire laterales del vehículo pueden ser aspirados hacia la depresión trasera y, en consecuencia, generar sistemas de vórtices, que son perjudiciales para la aerodinámica en general. Además del diseño del maletero y la caída del techo, también hay que tener en cuenta el de los bordes laterales de la carrocería para reducir este fenómeno.
La contribución de la parte trasera de un vehículo de dos volúmenes actual (donde el desprendimiento ocurre en casi toda la altura de la parte trasera) se estima en el 30% del Cx de dicho vehículo.

### Contribución de la parte delantera

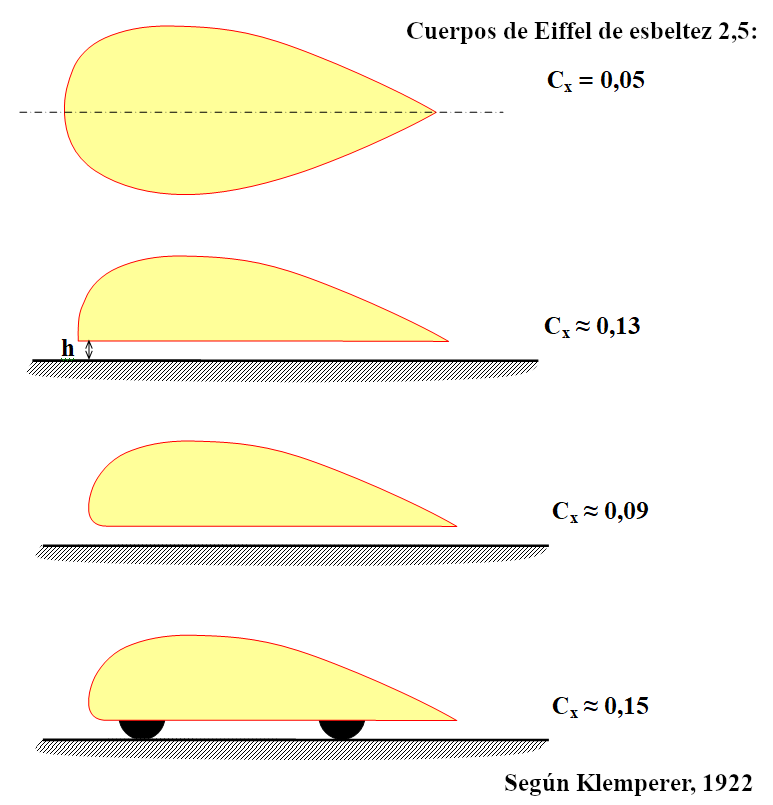
Adaptación a la calzada de perfiles de resistencia mínima en flujo «totalmente turbulento»

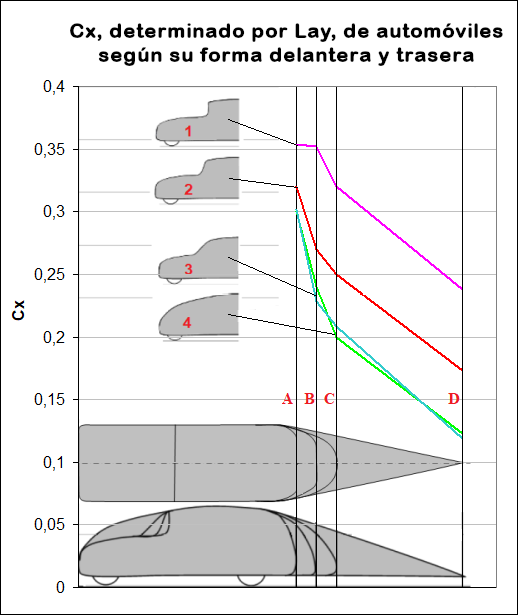
Influencia de las formas delantera y trasera sobre el C_{x} frontal (según Walter E. Lay)

La parte delantera de un automóvil generalmente representa alrededor del 11% del SCx, del que un 8% se debe al enfriamiento del motor. De hecho, el aire que ingresa a través de la calandra del vehículo ejerce una presión aerodinámica significativa en las paredes del radiador, del motor y de los conductos, lo que permite que circule hacia fuera; el flujo de aire en la parte delantera es por lo tanto muy caótico. En teoría, sería posible reducir a cero la resistencia debida al enfriamiento del motor, utilizando la energía térmica obtenida por el aire de enfriamiento.
El 3% restante, generado por el perfil de proa del vehículo, es inducido por el quiebro de la pendiente a nivel de la rejilla, provocando “la aparición de estructuras de vórtice”. La altura Zs del punto de estancamiento, la zona de la superficie del armazón donde la velocidad local del aire es cero, es además particularmente importante para reducir el Cx; que se minimiza para una relación Zs/Zv (donde Zv es la altura del vehículo) cercana a 0,06 y alcanza el máximo para un valor de 0,2.
Al contrario de lo que se podría pensar intuitivamente, la parte delantera de un automóvil correctamente diseñado genera solo una parte muy pequeña de su resistencia al avance. Además, las mediciones aerodinámicas muestran suficientemente que ciertas ojivas de cohetes, por ejemplo, en modelos subsónicos, exhiben rastros de presión negativa, lo que es aún más contradictorio. Esta intuición defectuosa es alentada por los principales fabricantes de automóviles del siglo XXI, que producen vehículos de carrocería delantera en cuña, como si estuvieran cargadas al penetrar el aire en su parte delantera. Un ejemplo sintomático es la silueta del Citroën Xsara Picasso, que es la misma, pero invertida, que la del Schlörwagen de Karl Schlör, que había obtenido, en 1939 un Cx muy bajo (véanse las imágenes siguientes).
|  |  |  |  | {\displaystyle C_{x}=0,258} |

### Dicotomía de resistencia por fricción - resistencia de presión

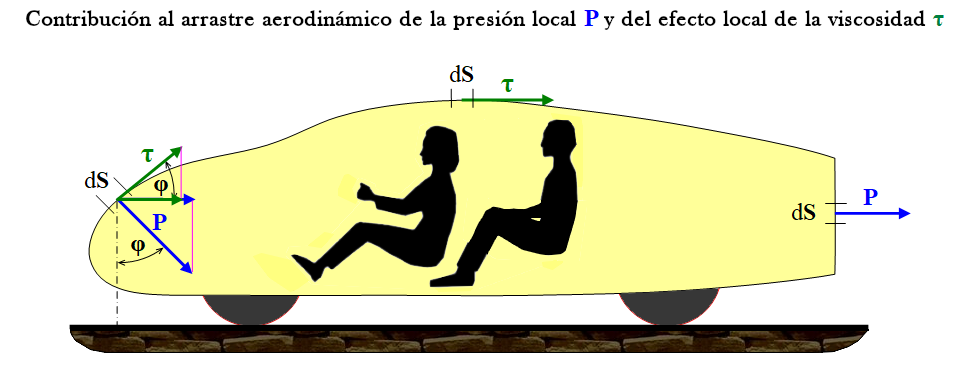
Contribución a la resistencia de presiones y fricciones locales

Como se puede hacer para todos los flujos, la resistencia externa de un vehículo se puede dividir en dos partes:
- Una resistencia de fricción (la integral de la componente x de las fuerzas tangenciales debidas a la viscosidad del fluido en contacto con los elementos de la superficie del vehículo)
- Una resistencia de presión (integral de la componente x de las fuerzas normales sobre los elementos de la superficie del vehículo). El eje x se toma paralelo al movimiento del vehículo.

La imagen adjunta muestra que solo las componentes según el eje x de las fuerzas que surgen de la presión y la fricción sobre una superficie elemental dS participan en la resistencia (en esta imagen solo se consideran los elementos de superficie dS que aparecen en el plano medio del vehículo, pero este principio es aplicable a la totalidad de los elementos de la superficie).
Estos dos efectos (fricción y presión), después de la división por la presión dinámica del flujo y por la superficie delantera del vehículo, conducen a dos {\displaystyle C_{x}} delanteros: el {\displaystyle C_{x}} de fricción delantero y el {\displaystyle C_{x}} de la presión delantero. Su suma es el {\displaystyle C_{x}} frontal completo.
| Evaluación del {\displaystyle C_{x}} debido a la fricción de un automóvil |
| El libro Aerodynamics of Road Vehicles de Hucho da un ejemplo de cómo evaluar la fricción {\displaystyle C_{x}} de un sedán: primero, se determina el coeficiente de fricción promedio {\displaystyle C_{f}} que se aplica a la superficie del sedán. Este {\displaystyle C_{f}} es una función del número de Reynolds longitudinal del sedán, que depende de su velocidad (por ejemplo, {\displaystyle V_{\infty }=} 30,56 m/s, o 110 km/h) y su longitud (supongase {\displaystyle L=}4,7 m). La aproximación {\displaystyle 70000*V_{\infty }*L} da para el flujo alrededor del sedán un número de Reynolds longitudinal de {\displaystyle 10^{7}}. Estando así determinado este número de Reynolds, se puede extraer de él de acuerdo con la curva que da el {\displaystyle C_{f}} promedio de la capa límite según el gráfico (se supone que el flujo se da con la capa límite totalmente turbulenta) un {\displaystyle C_{f}} promedio de 0.003 (también se puede memorizar este {\displaystyle C_{f}} promedio) de 0,003 (es decir, 3 milésimas) que será aplicable a vehículos de longitud comparable a una velocidad cercana, se supone que el flujo en todos los vehículos de serie se producirá con una capa límite completamente turbulenta (). La velocidad media efectiva {\displaystyle V_{ef}} del flujo alrededor del vehículo debe aumentarse en un 10% (en comparación con {\displaystyle V_{\infty }} La resistencia por fricción es entonces {\displaystyle T_{f}=q\;C_{f}*S_{mdp}*({\frac {V_{eff}}{V_{\infty }}})^{2}} si {\displaystyle q} es la presión dinámica del flujo fuera de la carrocería ({\displaystyle {\frac {1}{2}}\rho V_{\infty }^{2}}) y {\displaystyle S_{mdp}} es la "superficie mojada proyectada" del vehículo. Al dividir esta resistencia de fricción {\displaystyle T_{f}} por {\displaystyle q} y por la superficie delantera del vehículo, se puede determinar la fricción delantera {\displaystyle C_{x}} de dicho vehículo. Esta fricción delantera {\displaystyle C_{x}} está en el rango de 0,04 - 0,05, es decir que es mucho más débil que el {\displaystyle C_{x}} delantero completo del vehículo (este último suele ser superior a 0,25). Cuando la base no está optimizada, G. W. Carr admite un {\displaystyle C_{x}} frontal adicional de 0,07. |

Se estima que la resistencia por fricción de los semirremolques de servicio pesado es menos del 10% de la resistencia aerodinámica total.

## Resistencia de los accesorios internos y externos

### Fondo
Aunque los fabricantes de automóviles no se interesaron hasta muy tarde en los bajos de los vehículos, pueden representar hasta un 30% de la resistencia aerodinámica, debido a las diversas partes mecánicas que obstruyen el paso del aire. Además de bajar la altura del vehículo para limitar el volumen de aire que circula por debajo del vehículo (limitando la distancia al suelo), la solución para reducir la resistencia de la parte inferior de la carrocería es hacerla lo más suave posible, minimizando además el ancho de los pasos de rueda. El carenado completo de la base permite obtener una reducción en el {\displaystyle C_{x}} que puede llegar a 0,045.
Si el fondo puede tener la forma de un difusor perfecto, la disminución resultante en {\displaystyle C_{x}} puede llegar a 0,07 (que es aproximadamente la mitad del {\displaystyle C_{x}} que se puede lograr con un sedán).

### Ruedas y pasos de rueda

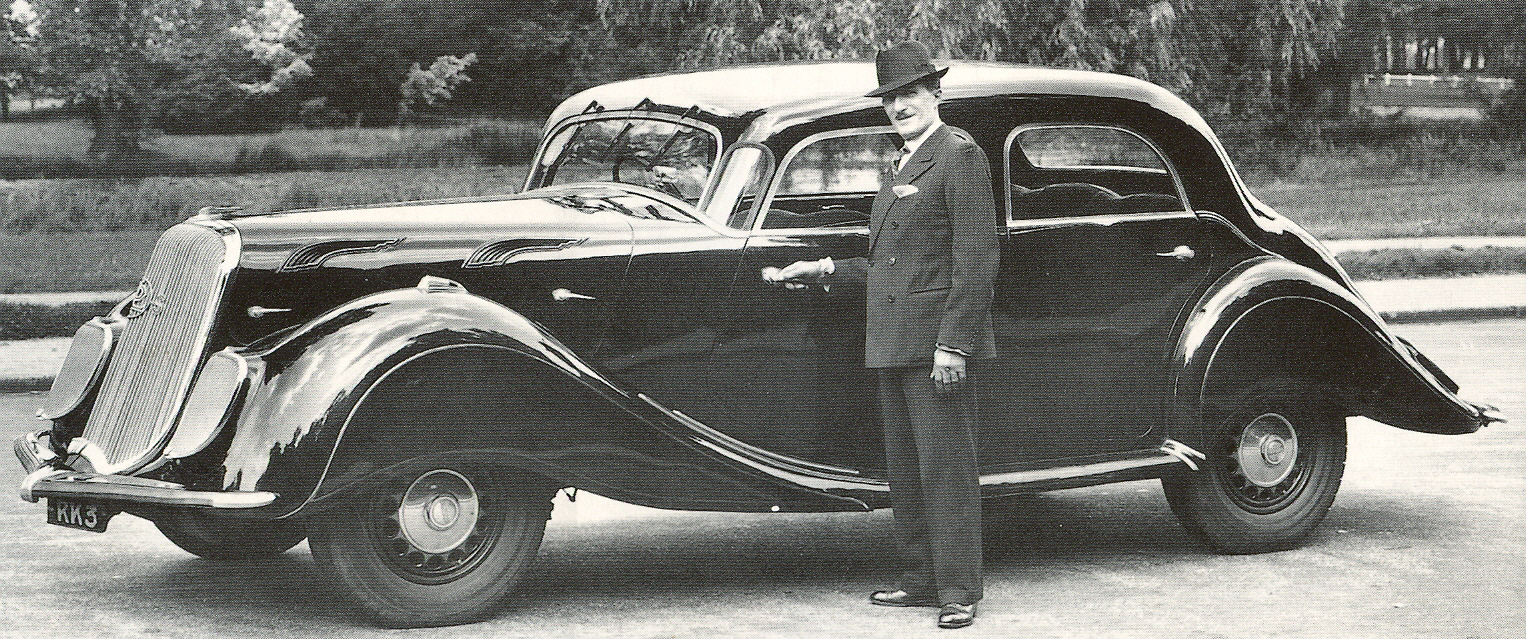
Algunos fabricantes solían carenar las ruedas de sus modelos, como en este Panhard & Levassor Dynamic

La contribución de ruedas y guardabarros a la aerodinámica de un vehículo no es despreciable, lo que representa entre el 15% y el 20% de la resistencia total. En el Audi A3, las ruedas y los pasos de rueda representan el 30-35% del Cx De hecho, la rotación de la rueda revela áreas de turbulencia y recirculación del aire. Para limitar estos fenómenos, basta con carenar las ruedas y reducir la cavidad en el guardabarros. Sin embargo, esta solución se aplica raramente, por razones esencialmente estéticas. Sin embargo, las ruedas traseras, con el eje estacionario, se prestan a esta solución, como en los Citroën DS y Ami 8.
Las formas irregulares dadas a los tapacubos o llantas por razones estéticas (o más bien por cuestiones de moda) también crean perturbaciones en el flujo de aire en las ruedas. Para reducir las consecuencias de este fenómeno sobre el consumo, algunos prototipos disponen de llantas macizas u optimizadas, en particular en los vehículos eléctricos, donde el reto de ahorrar energía es mucho mayor.

### Detalles de la carrocería
Los detalles de la carrocería (los bajos redondeados, el quiebro sobre la parrilla, los pilares del parabrisas, la tapa del techo e incluso los pilares de las ventanas) contribuyen de manera significativa a la resistencia. Debido a la pequeña turbulencia que generan, también se estudian detalles de carrocería para mejorar el confort aeroacústico de los pasajeros.

### Refrigeración del motor
La refrigeración del motor aumenta el {\displaystyle C_{x}} frontal del vehículo de 0,02 a 0,06. Cabe recordar al respecto, que en los cazas Mustang de la Segunda Guerra Mundial, se logró que el flujo de enfriamiento del motor (trabajado largamente por los ingenieros) produjera propulsión adicional (por lo tanto, se obtuvo un {\displaystyle C_{x}} negativo) gracias a la eyección trasera, a alta velocidad, del flujo de aire utilizado en el sistema de refrigeración del motor.

### Retrovisores exteriores
Debido a su forma, con los espejos externos no se puede obtener un {\displaystyle C_{x}} limpio inferior a 0,3. Además, se colocan en una región de flujo de velocidad elevada, lo que incrementa su propia resistencia . En consecuencia, aumentan el {\displaystyle C_{x}} delantero del vehículo en 0,01, es decir, para un sedán con un {\displaystyle C_{x}} de 0,25, implican un aumento del 0,01/0,25 = 4%. De ahí el interés que podría presentar la sustitución de los espejos retrovisores por cámaras.

### Barras de techo
Las barras de techo aumentan el {\displaystyle C_{x}} del 30 al 40%.

### Cofre de techo

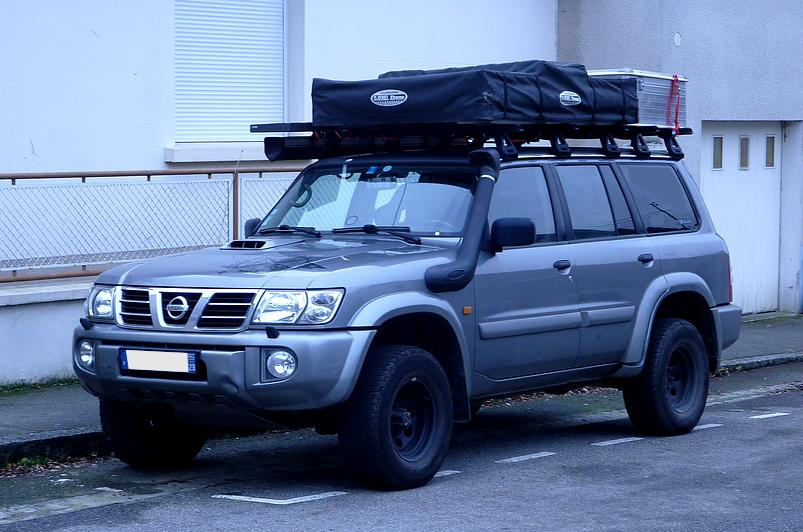
La peor situación para un viaje interurbano

Utilizar cofres portaequipajes o portaesquís puede ofrecer en ocasiones resultados aerodinámicos sorprendentes. Por ejemplo, en el libro Aerodinámica de vehículos de carretera se cita un cofre de techo para cuatro pares de esquís que aumenta el {\displaystyle C_{x}} de un VW Golf ({\displaystyle C_{x}=0,40}) en un 0,28%. El mismo cofre, colocado en una berlina más aerodinámica, con una superficie frontal de 2 m2 y un {\displaystyle C_{x}} de 0,25, aumentaría su {\displaystyle C_{x}} en un 91,5%.

## Alerones

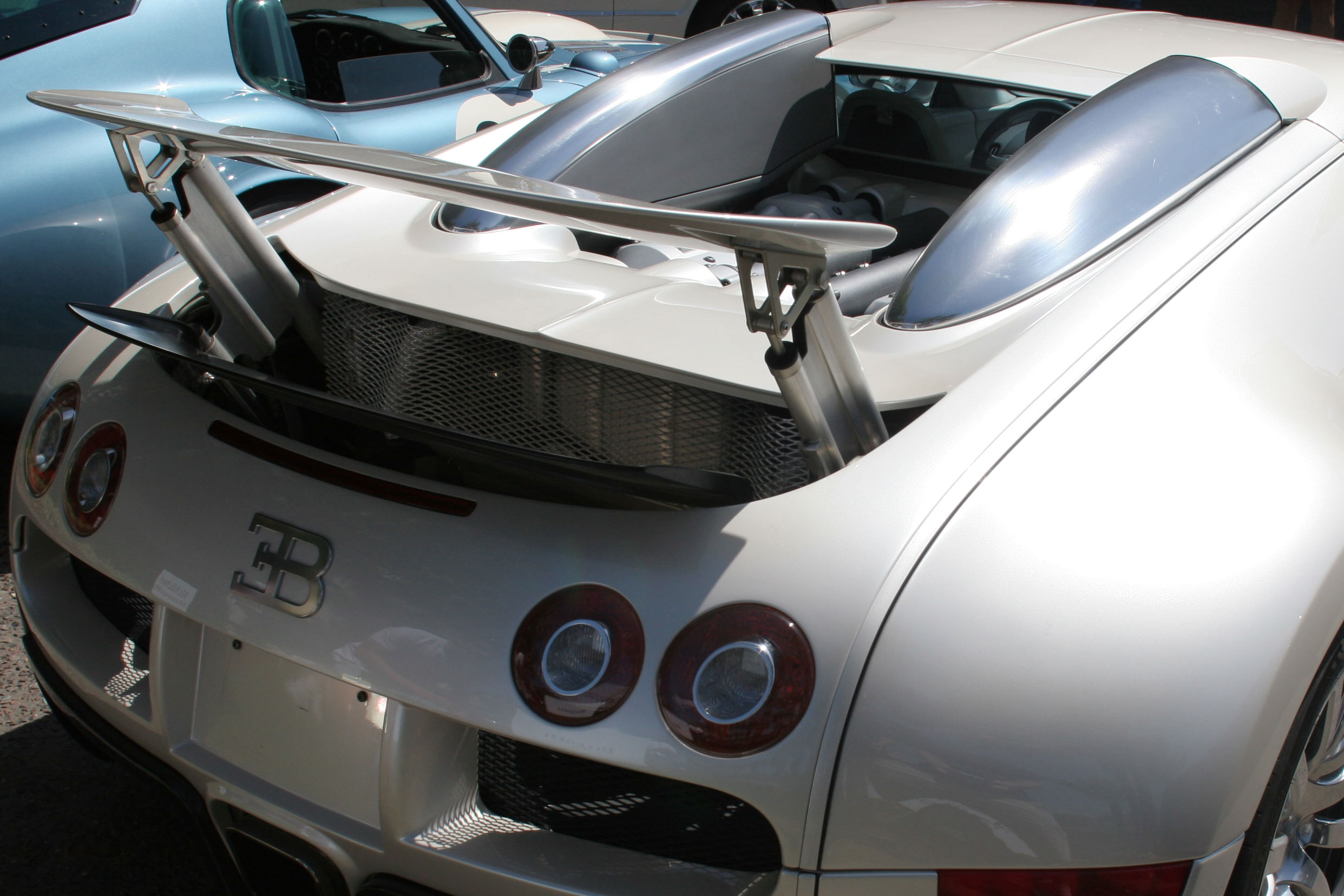
Alerón desplegado de un Bugatti Veyron

Existen muchos elementos aerodinámicos, incluidos los alerones, basado en un principio físico simple, el principio de Bernoulli, que define que el aumento de la velocidad del aire va acompañado de una disminución de su presión estática, lo que es conocido como efecto Venturi. Su misión es aumentar la velocidad del flujo de aire que pasa por su parte inferior para crear una depresión “succionando” el alerón hacia el suelo, incrementando la carga aerodinámica. También se puede generar una carga aerodinámica adicional inclinando el alerón, pero a costa de aumentar la resistencia al avance, debido entre otras cosas a la formación de vórtices.
Como se mencionó anteriormente, la mejora de la carga aerodinámica agregando un alerón necesariamente provoca un empeoramiento del Cx cuanto mayor es su inclinación. Por tanto, su dimensionamiento debe tener en cuenta este aspecto y encontrar el mejor compromiso entre la carga aerodinámica y la resistencia generados. La eficiencia aerodinámica de un alerón, definida por la relación entre estos dos factores, representa este compromiso: cuanto más alta sea el cociente entre carga y resistencia, mejor será su rendimiento. En la Fórmula 1, la eficiencia aerodinámica de los alerones está cerca de 3.

## Proyección futura

### Coches producidos en serie

Animación que muestra diferentes tipos de automóviles de baja resistencia

En este apartado se incluyen vehículos cuyo reducida resistencia se obtiene simplemente por la elección de sus formas pero sin medios de control de flujo, ya sean estos medios pasivos (como los turbuladores) o activos como los actuadores de plasma, por ejemplo (el uso de tales dispositivos puede revolucionar el diseño de las carrocerías aerodinámicas.
Acerca de los requerimientos aerodinámicos de los automóviles, Buchheim escribió en 1981:
"Sigue existiendo el temor de que la reducción de la resistencia aerodinámica de los vehículos de pasajeros signifique que todos estos vehículos acaben teniendo el mismo aspecto. Si esto llegara a ser así, se restringiría significativamente la distribución de tales vehículos en el mercado de automóviles de pasajeros producidos en serie".
Sin embargo, basándose en la imagen adyacente (aquí transformada en animación), Buchheim seguía razonando, que:
"[Esta imagen] compara las secciones longitudinales y horizontales de cuatro tipos de vehículos ideales [que se encuentran en la literatura aerodinámica] cuyo {\displaystyle C_{x}} medido se acerca a 0,15. Esta comparación muestra que, incluso con valores tan bajos de {\displaystyle C_{x}}, siguen siendo posibles diferentes formas, por lo que se puede concluir que, al desarrollar los automóviles de baja resistencia del futuro, habrá suficiente margen de maniobra para que los estilistas diversifiquen su apariencia [...] de forma que sean aceptados en número suficiente por el público".

### Coches de récord

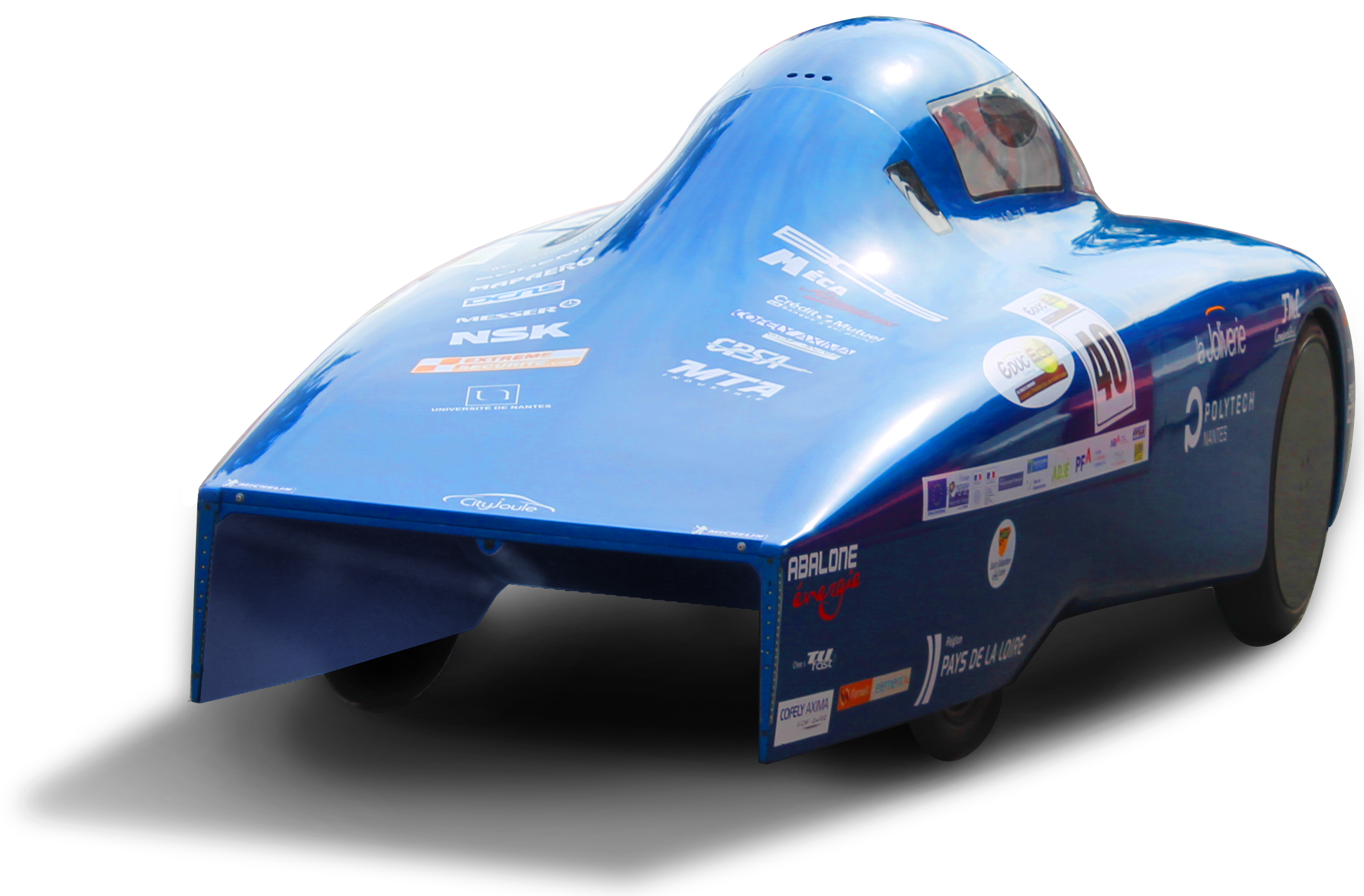
El Cityjoule, automóvil de la Universidad de Nantes

Los automóviles experimentales, destinados a batir récords de consumo de combustible (o de velocidad en el caso de los automóviles solares), pueden mostrar el camino para el progreso futuro. Un buen ejemplo es el Cityjoule, un vehículo de hidrógeno (propulsado por un pila de combustible) cuyo {\displaystyle C_{x}} frontal se midió en 0,10 (imagen de la derecha). Su difusor integral es un elemento clave en este espectacular resultado. (véase también otra imagen del Cityjoule).

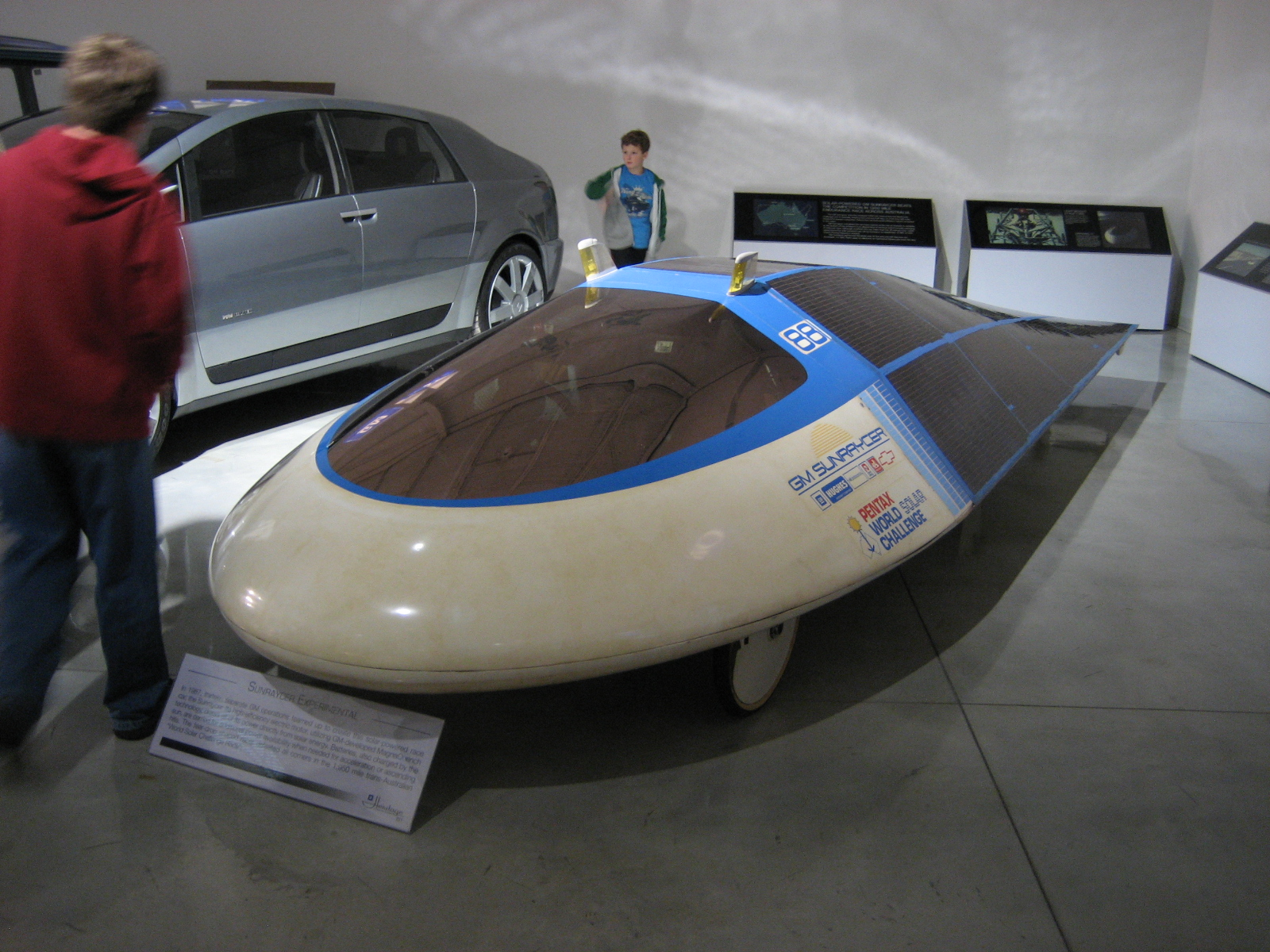
El Sunraycer, ganador de la World Solar Challenge de 1987

Otro ejemplo destacable es el automóvil fotovoltaico Sunraycer (imagen a la izquierda) cuyo {\displaystyle C_{x}} frontal se rebajó hasta 0,125. Por supuesto, las especificaciones de dichos vehículos fotovoltaicos no son las de los vehículos de pila de combustible, dado que la captación de energía solar requiere una gran superficie para colocar células fotovoltaicas, circunstancia que no afecta a los vehículos que utilizan energía "ya recogida" (por medio de hidrógeno u otros combustibles).

### Vehículos de serie innovadores

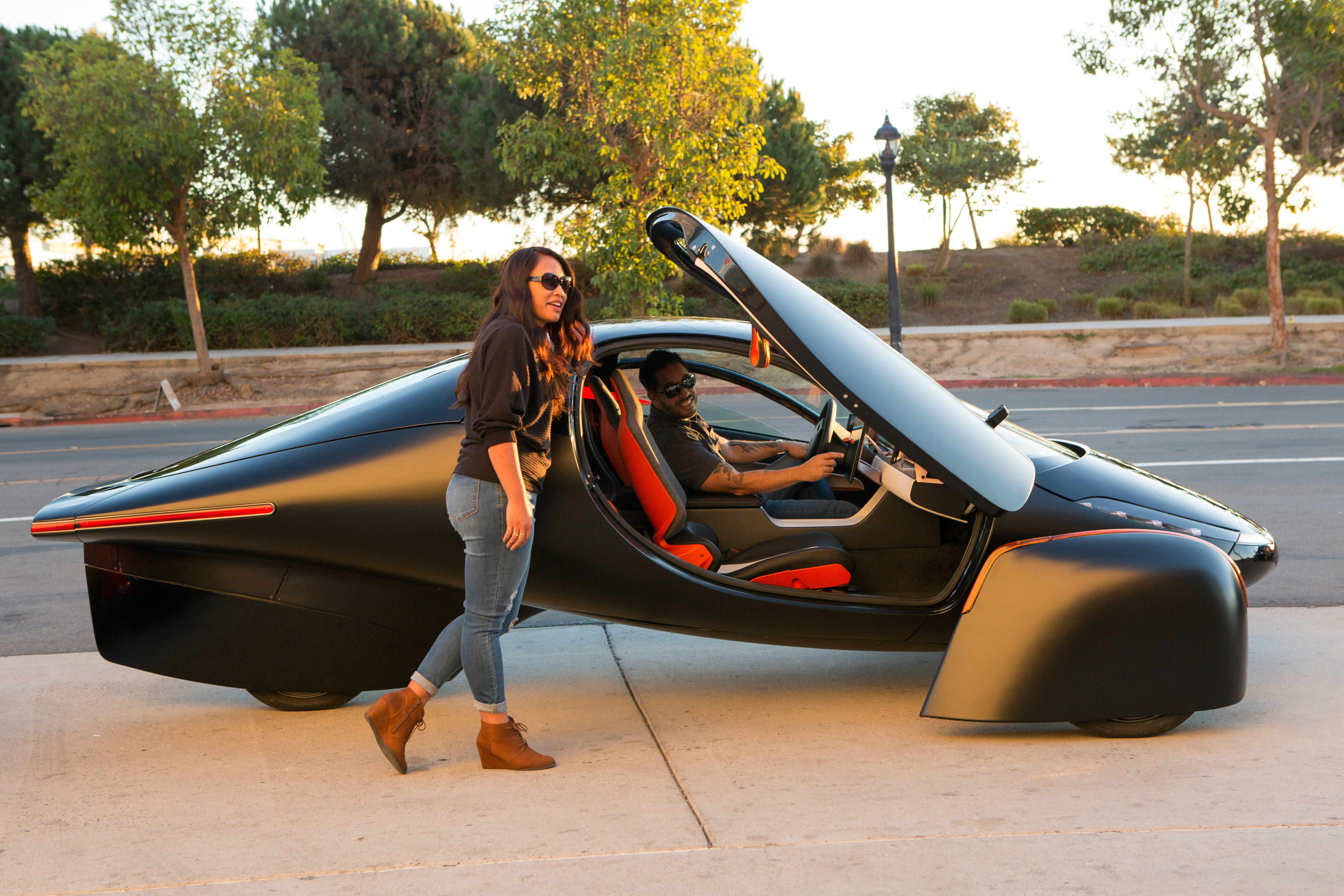
El vehículo de dos plazas Aptera

A finales de 2020, Aptera Motors lanzó al mercado el vehículo eléctrico solar biplaza Aptera. Se supone que la mera producción de electricidad a partir de los 3 m2 de células fotovoltaicas le proporciona hasta 60 km de autonomía solar. La duración de la batería varía de 400 a 1600 km, dependiendo del su tamaño. La aerodinámica de este vehículo se caracteriza por una contracción total (como se ve en la imagen opuesta, la superficie de su base se reduce al mínimo). El consumo de energía declarado es de 6,2 Wh/km (a una velocidad no especificada).

## Análisis experimental y numérico

### Pruebas en túnel de viento

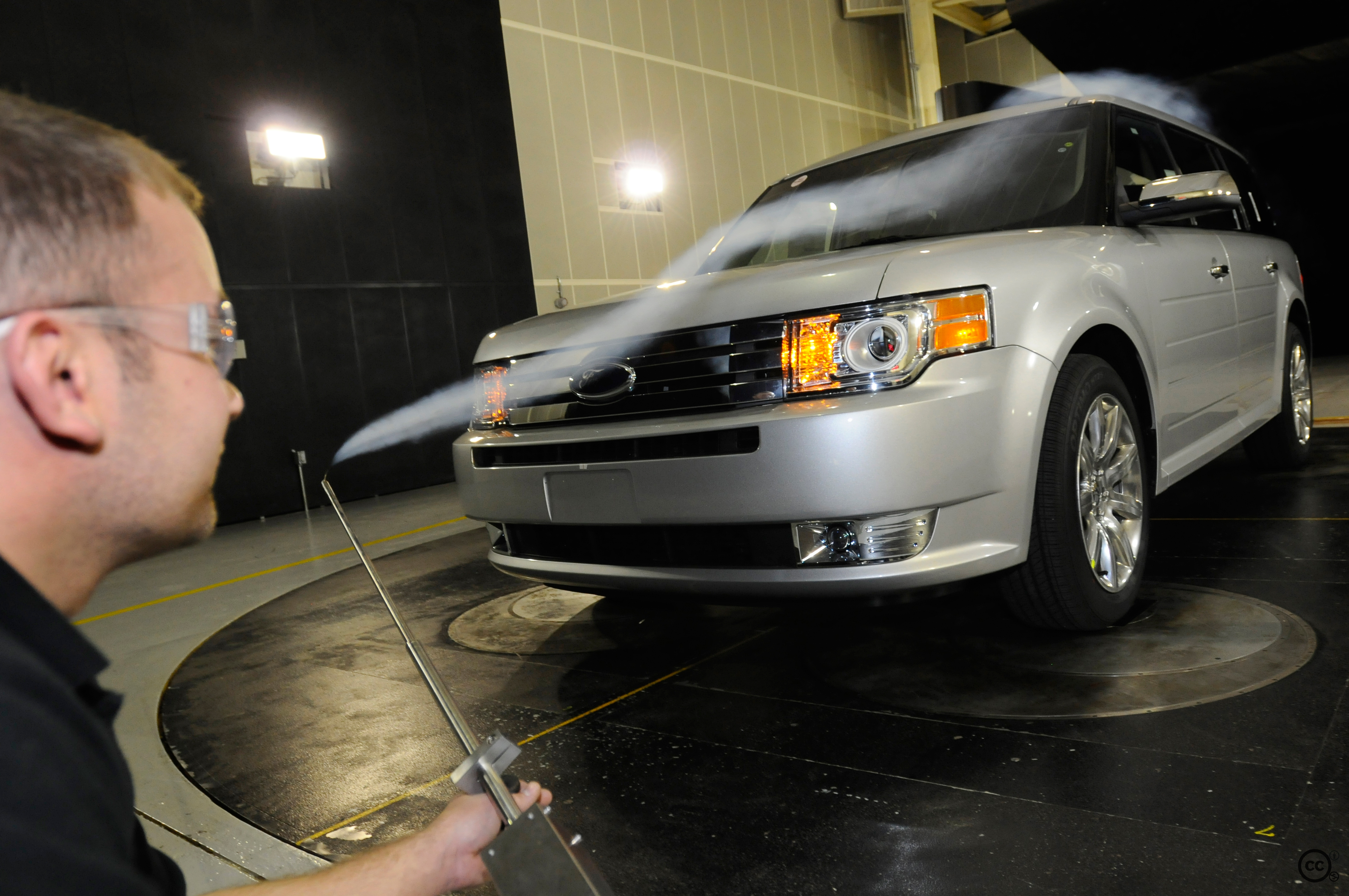
Ensayo aerodinámico en un túnel de viento de un Ford Flex utilizando gas opaco

Las pruebas en túnel de viento constituyen para los fabricantes de automóviles un medio para obtener resultados empíricos de la resistencia aerodinámica del vehículo, de los ruidos aerodinámicos generados alrededor de la carrocería o de las fuerzas verticales o transversales -fuerzas medidas mediante balanzas- inducidas por el flujo del aire. Un gas opaco o hilos de lana colocados sobre la carrocería también permiten visualizar las líneas de corriente.
Aunque no es infrecuente utilizar modelos a escala, los túneles de viento para automóviles suelen acomodar modelos a escala real y pueden equiparse con un plato giratorio para simular un viento cruzado, así como un suelo móvil y un sistema para girar las ruedas de los vehículos, a fin de reproducir lo más fielmente posible el movimiento de un automóvil en la carretera.

### Rodadura libre
Este método de medición de la resistencia aerodinámica se practica en carretera con un vehículo a escala real. Consiste en medir la velocidad de desaceleración del vehículo en rodadura libre a partir de una determinada velocidad y con pendiente cero. Para obtener la contribución de la resistencia aerodinámica del vehículo, por supuesto, es necesario restar de la fuerza total que frena el vehículo la resistencia de rodadura (que se mide con una celda de carga a baja velocidad donde la aerodinámica no produce resistencia). Las características de resistencia aerodinámica de los trenes (especialmente de los trenes de alta velocidad para los que la aerodinámica es esencial) se miden mediante este método de "rodadura libre". En lo que respecta a los automóviles, se puede citar el ejemplo del Schlörwagen, al que las pruebas de marcha en carretera atribuyeron un {\displaystyle C_{x}} frontal de 0,189 (las pruebas en túnel de viento de un modelo a escala real dieron como resultado un Cx frontal de 0,186). La ventaja del método de rodadura libre es que requiere pocos medios materiales (solo un tramo de carretera horizontal cerrado al tráfico), aunque exige la total ausencia de viento cuando se realizan las pruebas. 

### Mecánica de fluidos digital

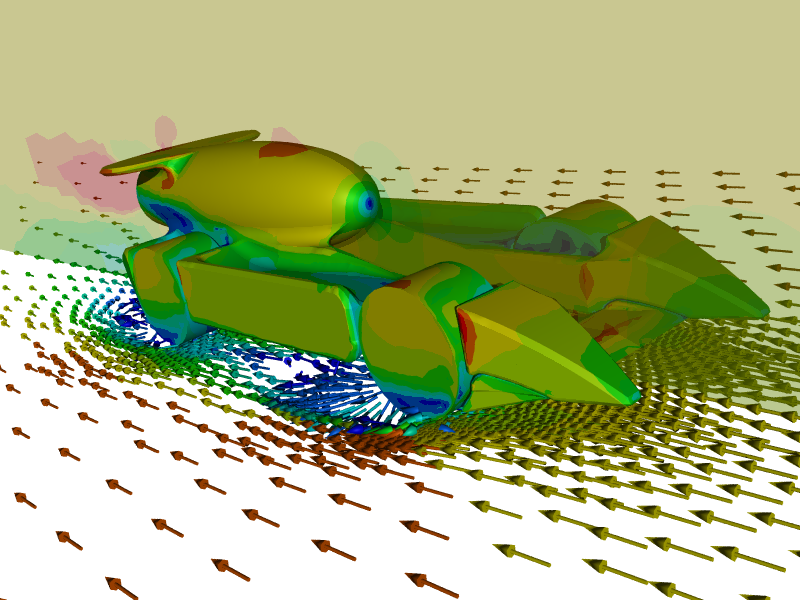
Modelización aerodinámica de un Fórmula 1

La mecánica de fluidos computacional (técnica también conocida como CFD, por las siglas de su nombre en inglés: Computational Fluid Dynamics), es un método de resolución digital que se utiliza, entre otros campos, en la investigación sobre aerodinámica en el sector automotriz. Originado en la década de 1970, este método ha ido aumentando en utilidad con el paso de los años gracias a los avances realizados tanto en las ciencias de la computación como en la potencia de los ordenadores, y hoy en día permite resolver problemas con geometría compleja.
Los programas de mecánica de fluidos están basados en el análisis numérico, para lo que es necesario generar un modelo digital del objeto estudiado, que se divide en elementos finitos (mediante un proceso denominado "mallado"), sobre el que se aplican las leyes matemáticas de la fluidodinámica a cada celda. Cuanto más fina sea la malla (con elementos más pequeños), más precisos serán los resultados, pero más recursos necesitará la computadora para realizar los cálculos. El resultado es “una representación muy precisa de las ganancias o pérdidas de resistencia aerodinámica”.
El cálculo numérico ha encontrado particularmente su lugar en la Fórmula 1, donde puede reducir considerablemente las horas pasadas en el túnel de viento o incluso analizar la aerodinámica de monoplazas circulando en curva. El uso de ordenadores permite a los equipos reducir las horas de túnel de viento necesarias para desarrollar un modelo, minimizando una fuente importante de gastos. Hoy en día, aunque algunas escuderías intentan prescindir de las pruebas en túnel de viento (como en la década de 2010 de equipo de Fórmula 1 Virgin Racing), el cálculo numérico todavía no permite prescindir completamente de los resultados experimentales.